# Сталиниана (филателия)

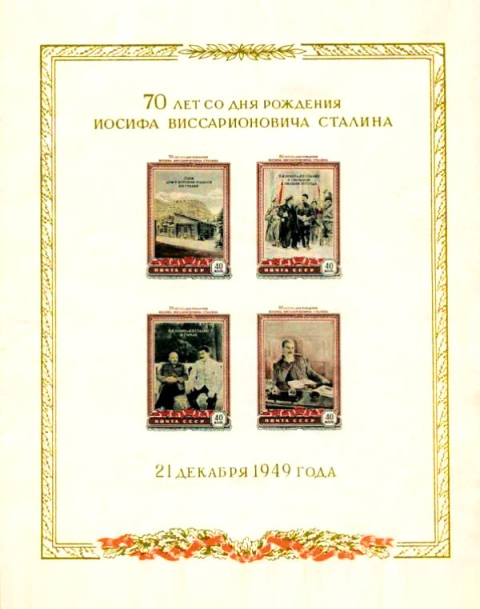
Почтовый блок СССР (1949): 70 лет со дня рождения И. В. Сталина. Художник Р. Житков

Сталиниана в филатели́и — совокупность предметов филателии (знаков почтовой оплаты, почтовых карточек, штемпелей и пр.), посвящённых советскому государственному и партийному деятелю И. В. Сталину (1879—1953) или связанных с его личностью.
В отношении образа Сталина как предмета тематического коллекционирования в литературе и в лексике филателистов в отдельных случаях могут использоваться термины — сталиниана или сталиниада.
Сталин в филателии представлен в сравнительно меньшей степени, чем В. И. Ленин (см. Лениниана). Тем не менее марки и другие коллекционные материалы по сталинской тематике много раз появлялись на протяжении XX и XXI веков как в СССР, так и в других странах мира, включая современную Россию. Всего на эту тему выпущено около 400 почтовых марок и блоков в 43 странах мира.
Основная масса филателистических материалов, непосредственно посвящённых И. В. Сталину, приходится на три страны: на две крупнейшие коммунистические державы — СССР и КНР, а также европейскую страну, для которой проявления культа личности Сталина были характерны практически до конца XX века, — Албанию. Сталинской тематике также посвящали свои филателистические выпуски почтовые ведомства других социалистических стран. Из стран, не принадлежащих к социалистическому лагерю, марки с изображением Сталина печатались также в Бельгии, Бутане, Габоне, Гвинее, Гвинее-Бисау, Йемене, Колумбии, Никарагуа, Того, Беларуси, Кыргызстане (2005), Монголии (2000), на Украине (2007) в островных государствах Доминика, Маршалловы Острова, Микронезия, Сент-Винсент и Гренадины, Теркс и Кайкос, Антигуа и Барбуда, Ниуэ, Мальта, Сан-Томе и Принсипи, в одном из эмиратов ОАЭ — Аджмане и некоторых других странах (также имеется выпуск от имени государства Оман, см. «Песчаные дюны»). Примечательно, что образ И. В. Сталина встречается на иностранных марках чаще, чем на советских.

## Выпуски СССР

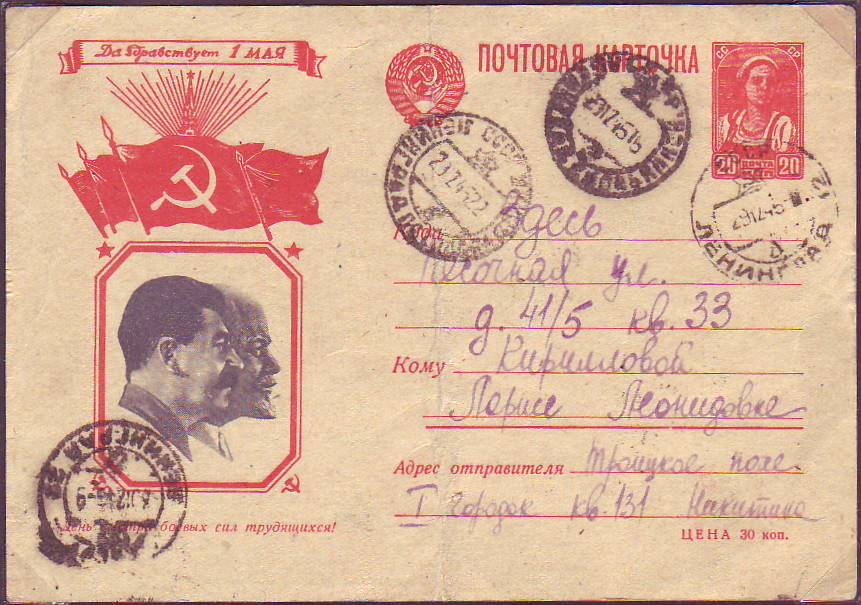
Почтовая карточка СССР с портретами Ленина и Сталина (прошла почту в декабре 1945 года)

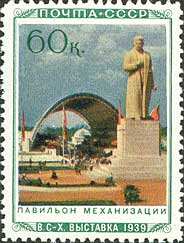
Марка СССР (1940): Памятник Сталину на ВСХВ у Павильона механизации

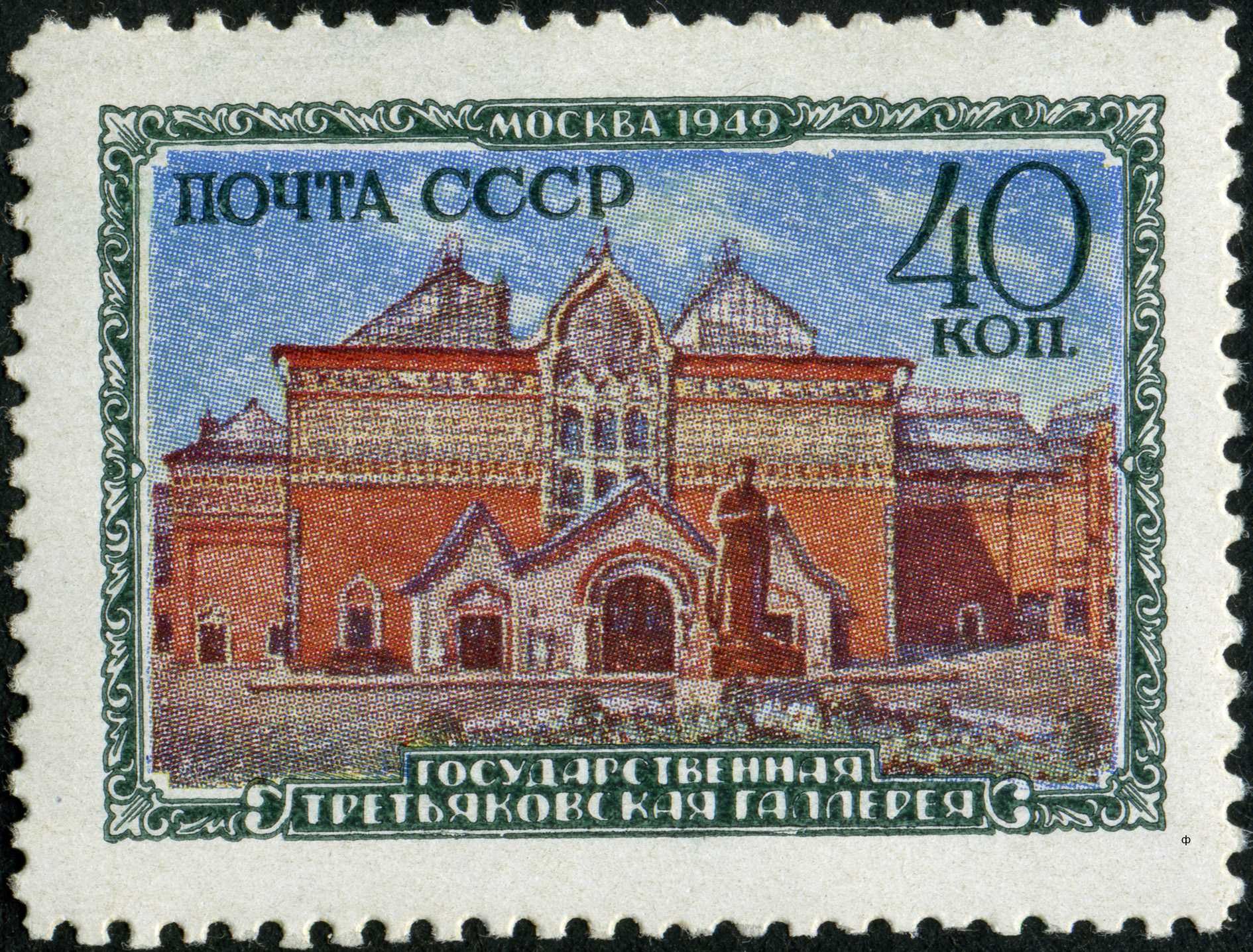
Марка СССР (1950): Памятник Сталину перед Третьяковской галереей

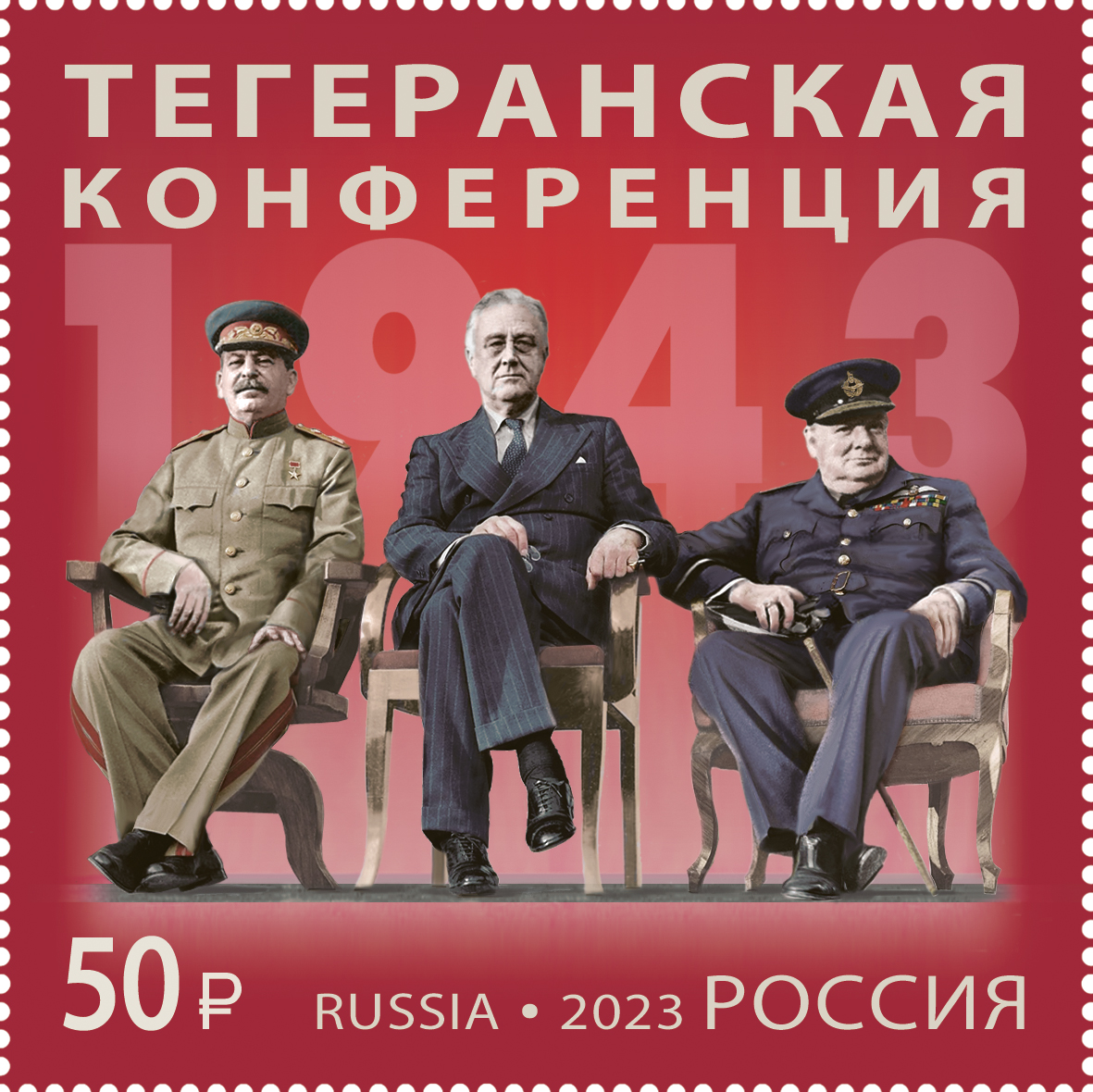
№ 3129. Серия «История российской дипломатии». Тегеранская конференция. 1943 г.

Продолжая начатую при Ленине традицию не помещать на марках изображения здравствующих руководителей государства, почтовое ведомство СССР не выпустило при жизни И. В. Сталина ни одной стандартной марки с его портретом, в отличие от других стран мира, где стандартные почтовые выпуски с портретами правителей при их жизни были широко распространены в XIX и XX веках. Однако образ Сталина всё же был представлен на целом ряде коммеморативных марок СССР. Прижизненные советские марки с образом И. В. Сталина, как правило, были посвящены событиям, так или иначе связанным с его именем, либо на них запечатлевались картины, памятники и награды с его изображением.
Первая марка со сталинским сюжетом была издана в 1934 году (ЦФА [АО «Марка»] № 480), в серии «К 10-летию со дня смерти Владимира Ленина» (ЦФА [АО «Марка»] № 475—480). На 30-копеечной миниатюре профиль Сталина был запечатлён на фоне скульптурного бюста Ленина и демонстрации трудящихся. Данный сюжет был снова воспроизведён в 1944 году на марке того же достоинства (ЦФА [АО «Марка»] № 908) в серии «К 20-летию со дня смерти Владимира Ленина» (ЦФА [АО «Марка»] № 908—914). Различия между сериями заключались в памятных датах («1924—1934» и «1924—1944») и номиналах (серия 1934 года — 1, 3, 5, 10, 20 и 30 копеек; серия 1944 года — 30, 30, 45, 50, 60 копеек, 1 и 3 рубля).

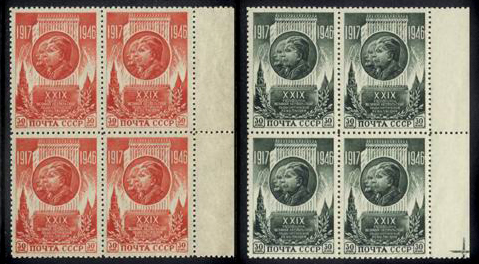
Квартблоки марок СССР (1946): 29-я годовщина Октябрьской революции. В. И. Ленин и И. В. Сталин. Зубцовка 12½

Первым коммеморативным выпуском, который был посвящён персонально лидеру Советского Союза, стал почтовый блок 1949 года «К 70-летию Сталина» (ЦФА [АО «Марка»] № 1483). Блок был издан тиражом 1 млн экземпляров и включал четыре неперфорированные марки, на которых были изображены дом в Гори, где родился Сталин, Ленин и Сталин в Смольном в октябре 1917 года и в Горках, а также индивидуальный портрет Сталина в кремлёвском кабинете. Блок был подготовлен художником Р. Житковым и отпечатан на белой бумаге (с золотой и бронзовой рамкой), а также на кремовой и жёлтой бумаге. Он стал самым крупным почтовым блоком в СССР; его размеры составили 175 × 220 мм. Данный блок также относился к числу филателистической продукции советского периода (ок. 100 единиц), которые не были разрешены к вывозу из СССР и России.
В 1952 году была подготовлена серия из двух марок «К 50-летию Батумской стачки и демонстрации 9 марта 1902 г.». На марке было запечатлено шествие, во главе которого шагал Сталин. Однако практически весь тираж был уничтожен. Сохранилось лишь восемь экземпляров этой серии, которая не включена в каталоги ЦФА и другие филателистические каталоги. В то же время в том же году благополучно выходила марка с барельефным портретом Сталина и Ленина к 35-летию Октябрьской революции (ЦФА [АО «Марка»] № 1698).
После смерти Сталина (в 1953 году) были сделаны два выпуска, посвящённых непосредственно руководителю Советского государства и с его индивидуальными портретами, оба — в 1954 году: в апреле — к годовщине его смерти (ЦФА [АО «Марка»] № 1753) и в декабре — к 75-летию со дня рождения (ЦФА [АО «Марка»] № 1797, 1798).
В 1954 году была выпущена марка, на которой Сталин изображён стоящим рядом с Лениным (ЦФА [АО «Марка»] № 1749). В основу сюжета марки легла картина В. Серова «В. И. Ленин провозглашает Советскую власть». Данная картина также была использована на марках КНР и Гвинеи (1970). Интересно, что картина, созданная художником в 1947 году, имеет более поздний вариант 1962 года, на котором фигура Сталина уже отсутствует. Первый вариант был подарен правительству КНР ещё в начале 1950-х годов, а вариант 1962 года хранится в Третьяковской галерее и его можно видеть на марке СССР 1987 года (ЦФА [АО «Марка»] № 5869), а также на марке Верхней Вольты (1970).
| Варианты картины В. А. Серова «В. И. Ленин провозглашает Советскую власть» на марках СССР | Варианты картины В. А. Серова «В. И. Ленин провозглашает Советскую власть» на марках СССР |
| ----------------------------------------------------------------------------------------- | ----------------------------------------------------------------------------------------- |
|                                                                                           |                                                                                           |
| 1954: художник Е. Гундобин (по первому варианту, 1947) (ЦФА [АО «Марка»] № 1749)          | 1987: художник И. Мартынов (по варианту 1962 года) (ЦФА [АО «Марка»] № 5869)              |

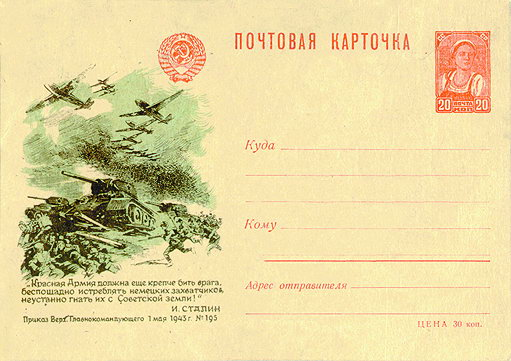
Почтовая карточка, 1944 год. «Красная Армия должна ещё крепче бить врага, беспощадно истреблять немецких захватчиков, неустанно гнать их с Советской земли!» И. Сталин. Приказ Верховного Главнокомандующего 1 мая 1943 года № 195

Последняя советская марка со Сталиным была выпущена в 1955 году (ЦФА [АО «Марка»] № 1848): в серии, посвящённой 38-й годовщине Октябрьской социалистической революции. На этой марке Сталин был изображён вместе с Лениным, Свердловым и Дзержинским. Марку подготовил художник Е. Н. Гундобин по картине «Власть Советам — мир народам» Д. Налбандяна и др. (1950). В период 1956—1991 годов советское почтовое ведомство не выпускало марок с изображением Сталина. Единственным исключением стала марка 1967 года, посвящённая 25-летию подвига «Молодой гвардии». На ней был изображён памятник молодогвардейцам в Краснодоне, на самом верху которого можно разглядеть барельефы Ленина и Сталина.

Почтовые марки СССР, посвящённые Сталину
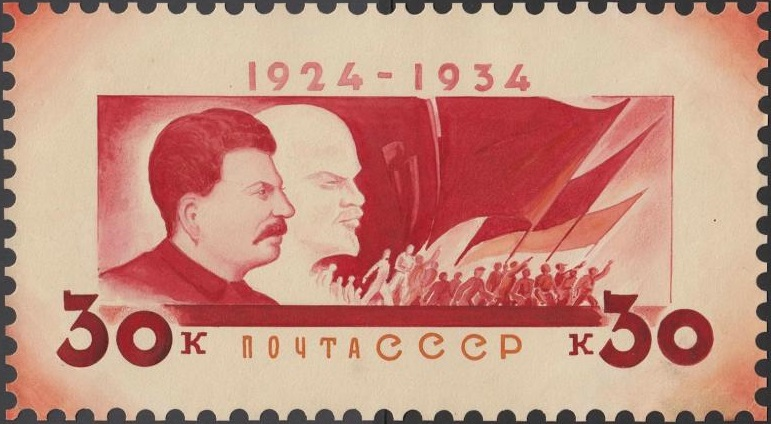
1934: «К 10-летию со дня смерти В. И. Ленина». Художники Н. Боров, Г. Замский, И. Ганф (ЦФА [АО «Марка»] № 480)
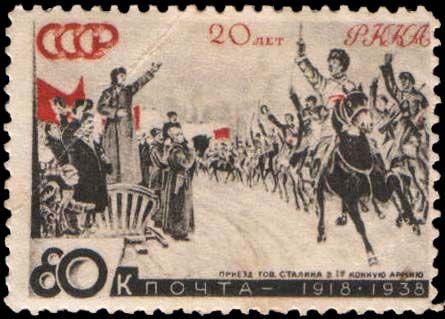
1939: 20 лет РККА. Приезд товарища Сталина в 1-ю Конную армию (по картине М. Авилова, 1933). Художник В. Завьялов (ЦФА [АО «Марка»] № 593)
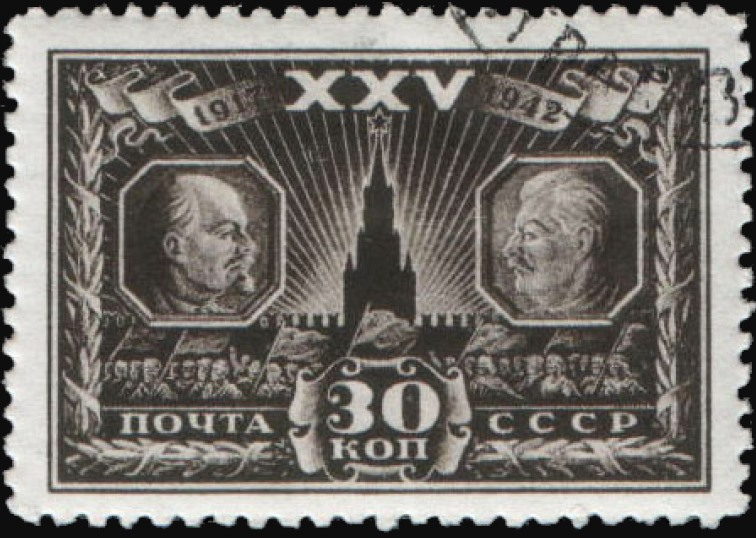
1943: Серия «25-летие Великой Октябрьской революции»
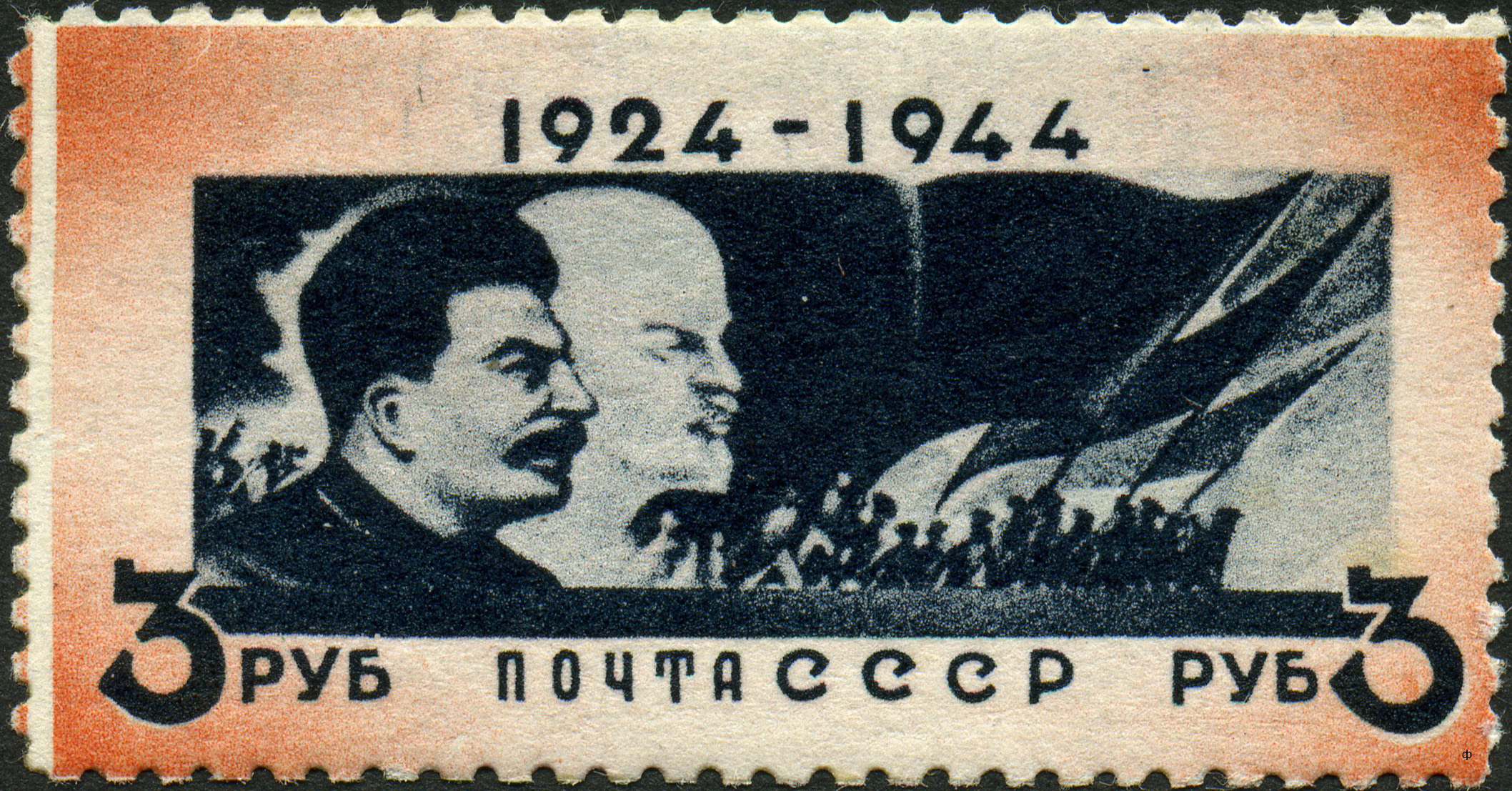
1944: «К 20-летию со дня смерти В. И. Ленина».
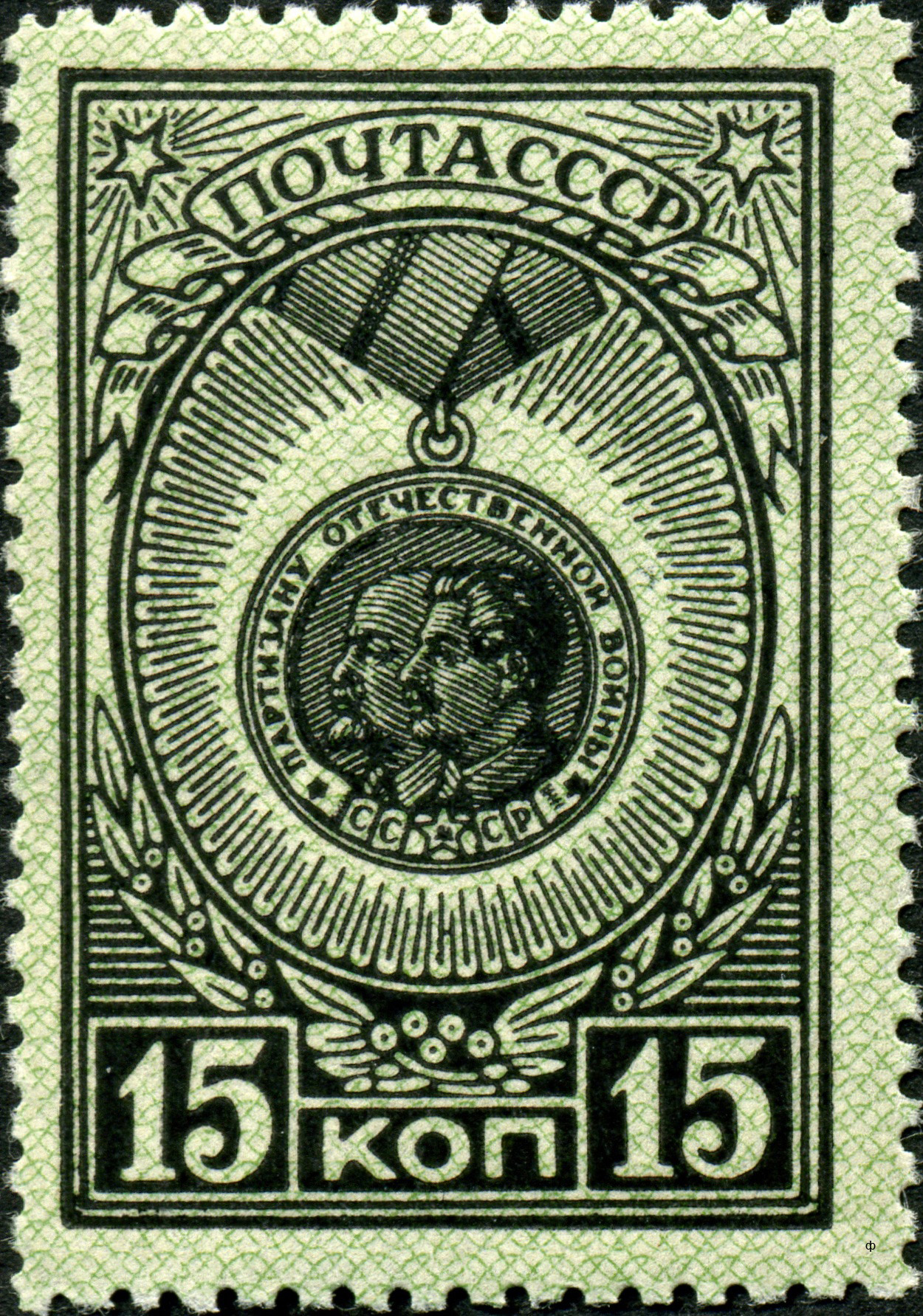
1945: Медаль «Партизану Отечественной войны», из выпуска «Ордена и медали СССР». Художник А. Мандрусов (ЦФА [АО «Марка»] № 952)
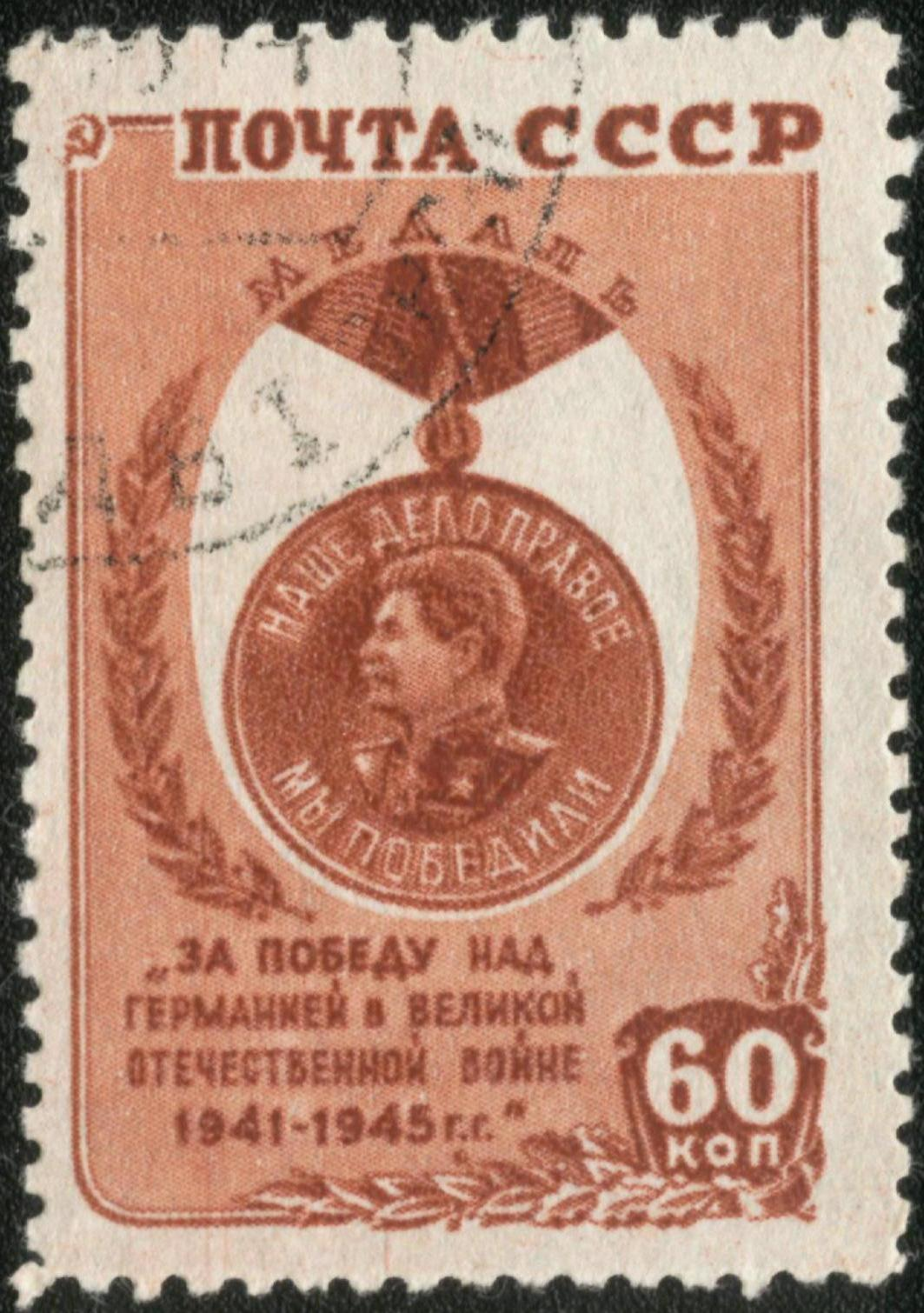
1946: Медаль «За победу над Германией в Великой Отечественной войне 1941-1945 гг.». Художник В. Андреев (ЦФА [АО «Марка»] № 1021)
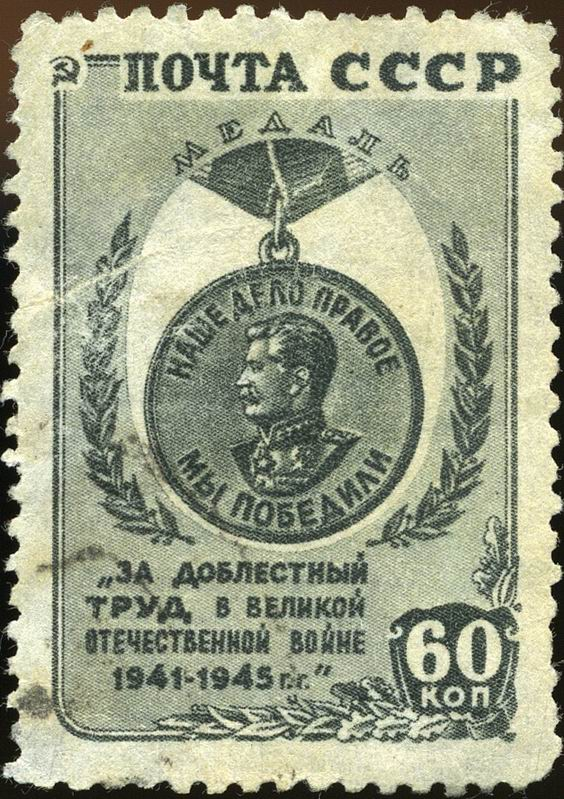
1946: Медаль «За доблестный труд в Великой Отечественной войне 1941-1945 гг.». Художник В. Андреев (ЦФА [АО «Марка»] № 1022)
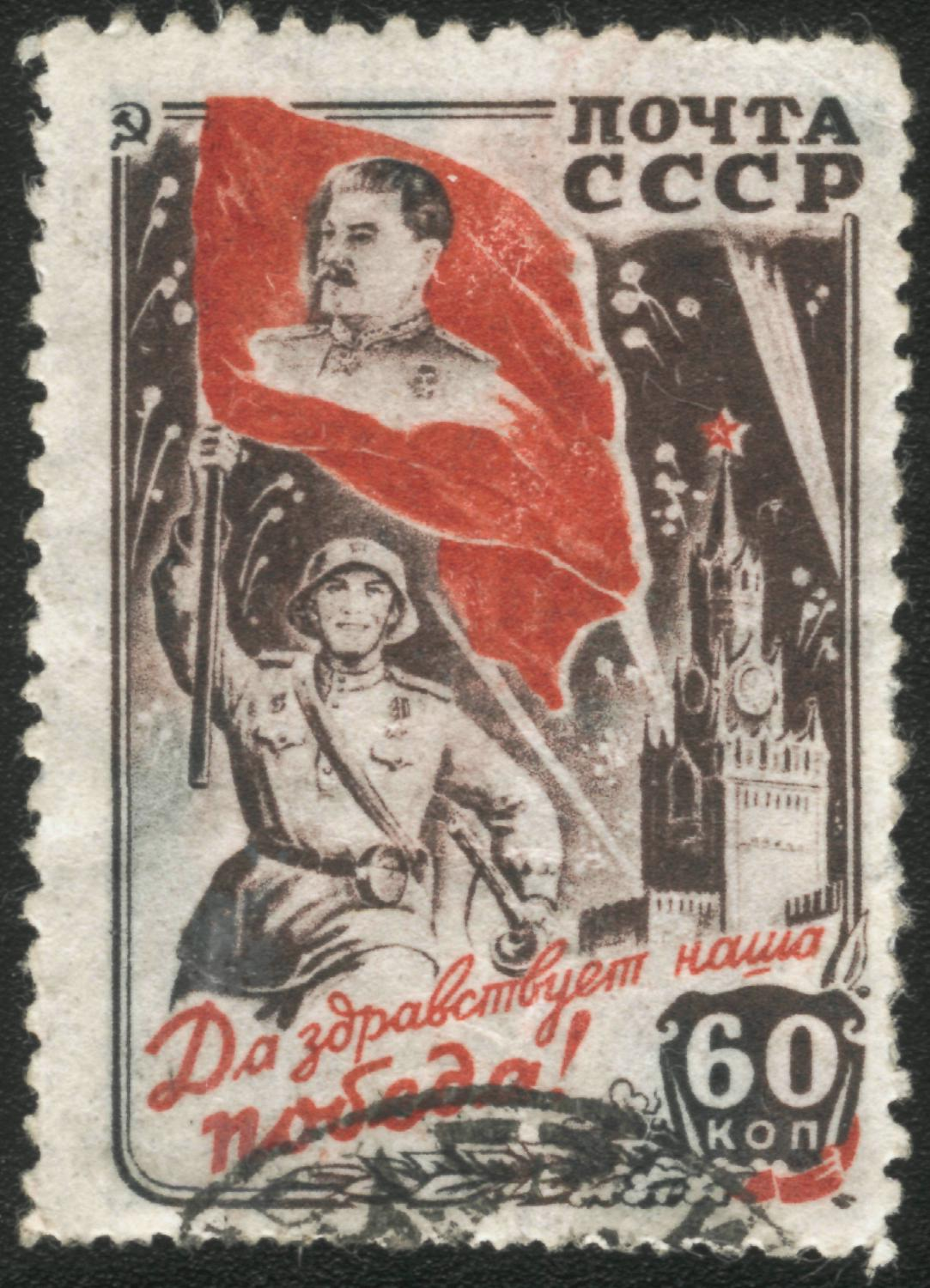
1946: «Да здравствует наша Победа!». Художник В. Андреев (ЦФА [АО «Марка»] № 1023)
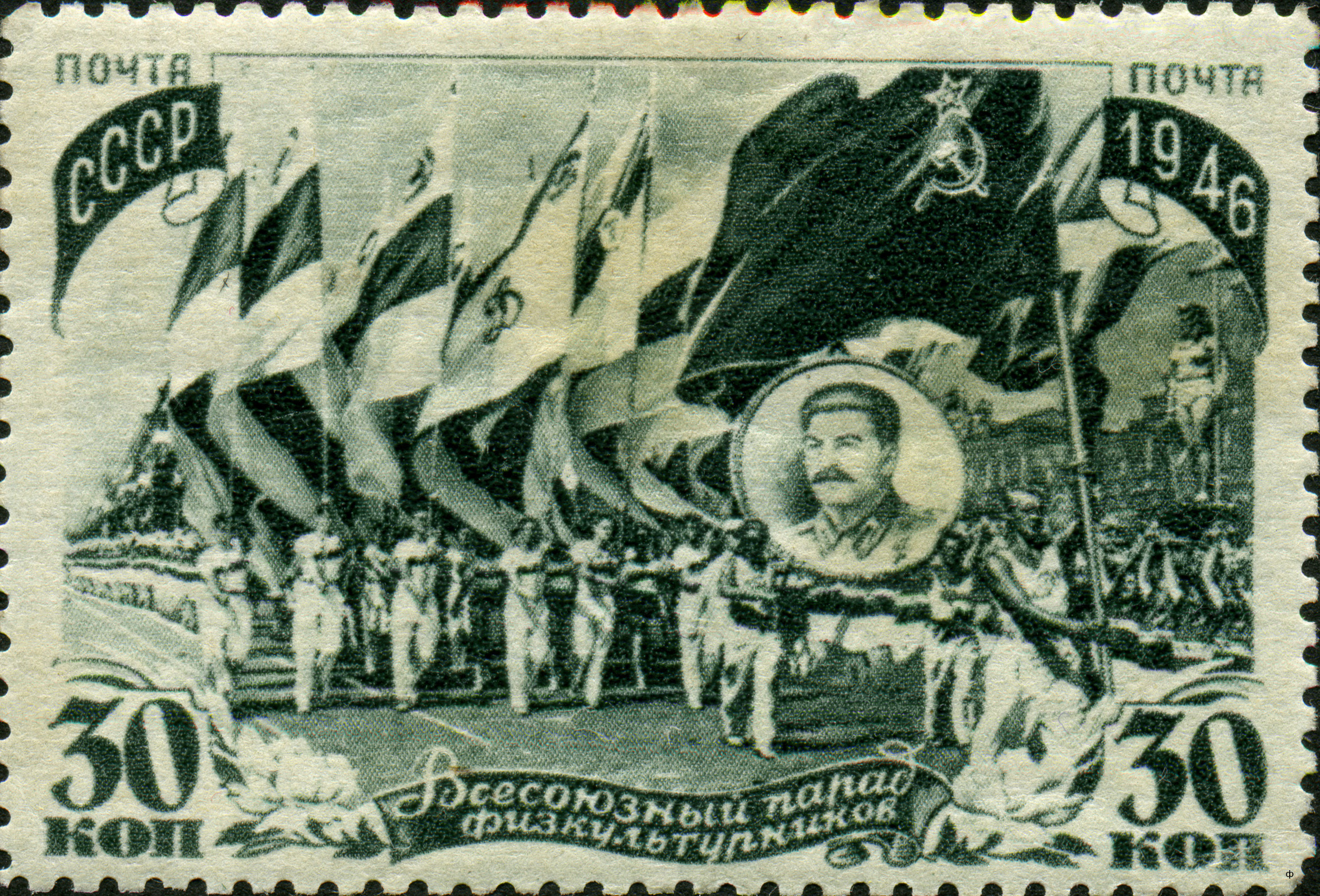
1946: Всесоюзный парад физкультурников в Москве. Художник В. Завьялов (ЦФА [АО «Марка»] № 1063)
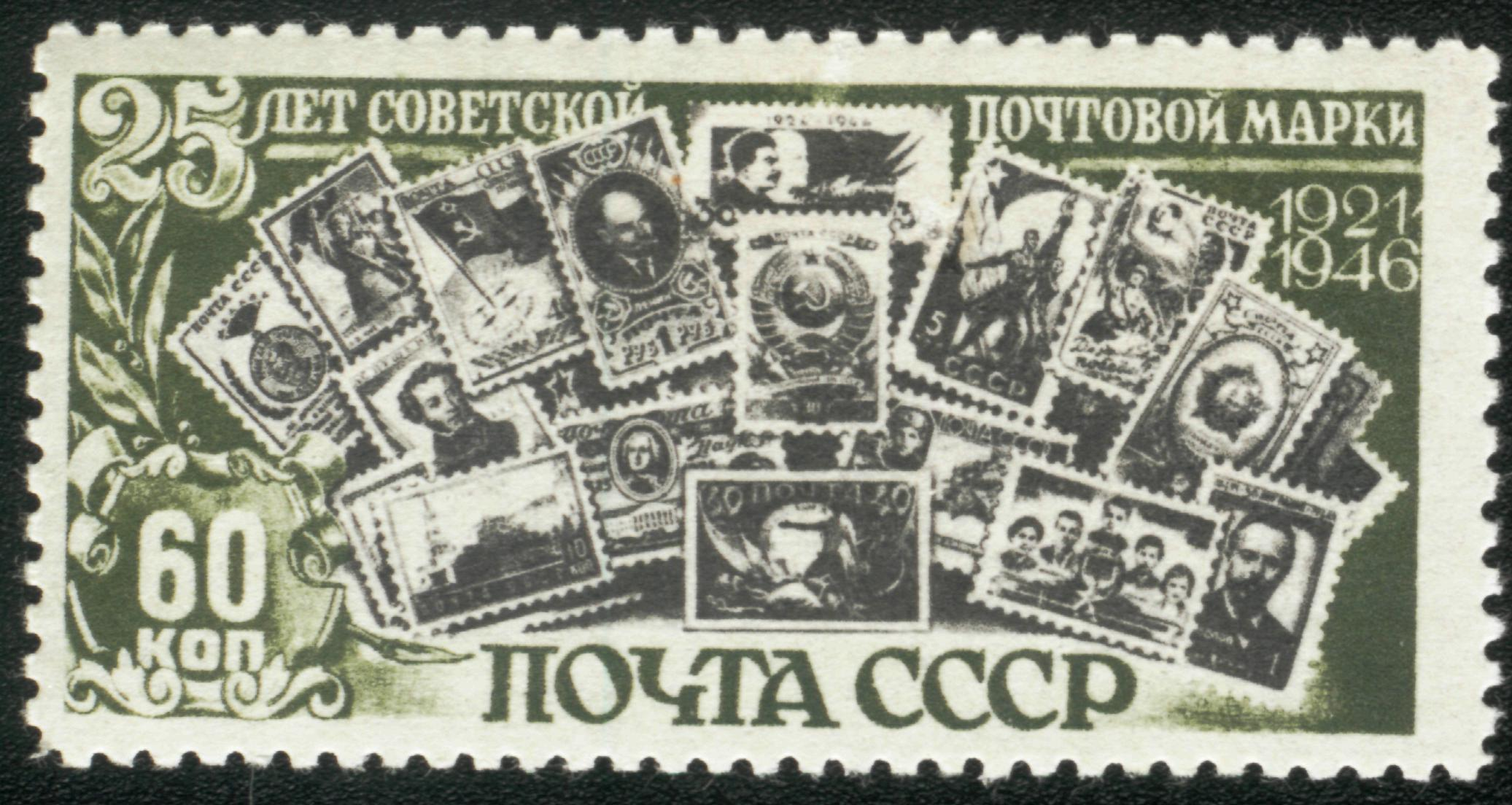
1946: «25 лет советской почтовой марки» Художник И. Дубасов (ЦФА [АО «Марка»] № 1089)
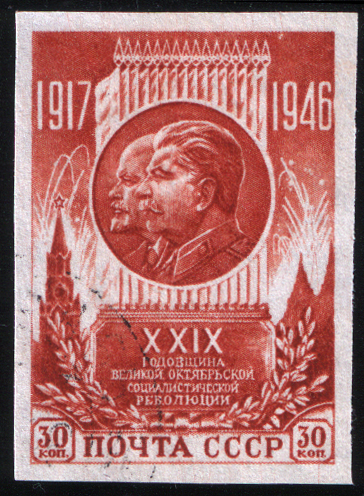
1946: 29-я годовщина Октябрьской революции. Без зубцов. Художник И. Дубасов (ЦФА [АО «Марка»] № 1093)
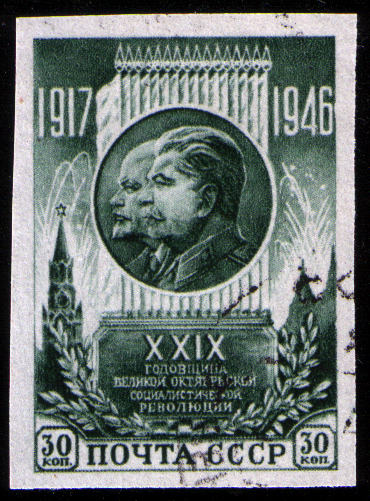
1946: то же (ЦФА [АО «Марка»] № 1094)
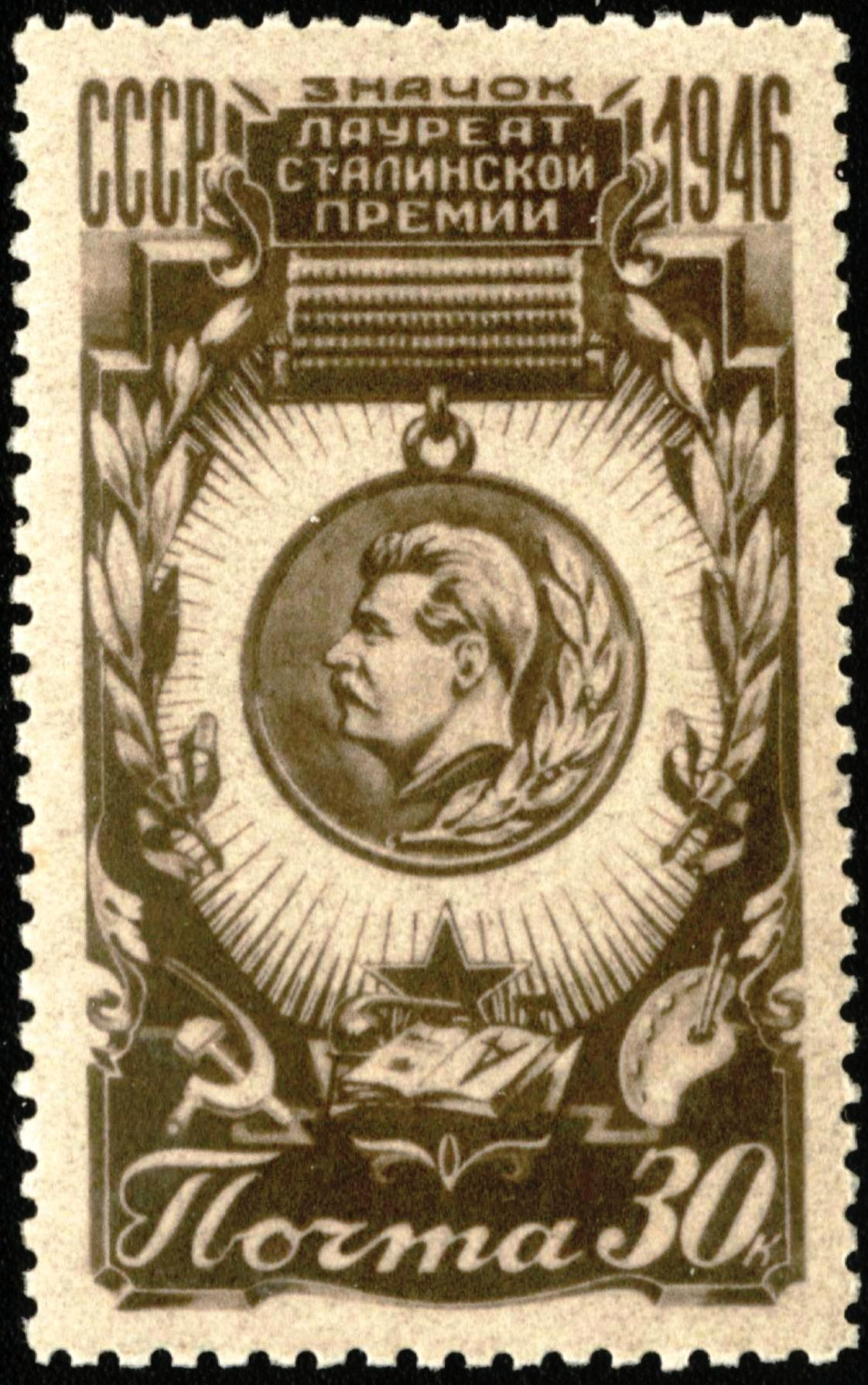
1946: нагрудный знак «Лауреат Сталинской премии». Художник В. Завьялов (ЦФА [АО «Марка»] № 1100)
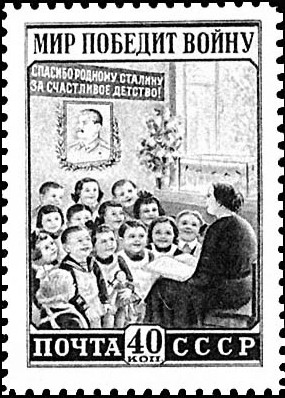
1950: «Мир победит войну». В детском саду: «Спасибо родному Сталину за счастливое детство». Художник Е. Буланова (ЦФА [АО «Марка»] № 1561)
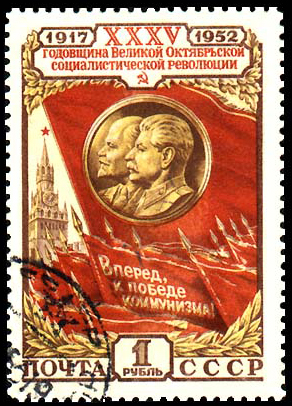
1952: 35-я годовщина Октябрьской революции. «Вперёд к победе коммунизма!» Художник Е. Гундобин (ЦФА [АО «Марка»] № 1698)
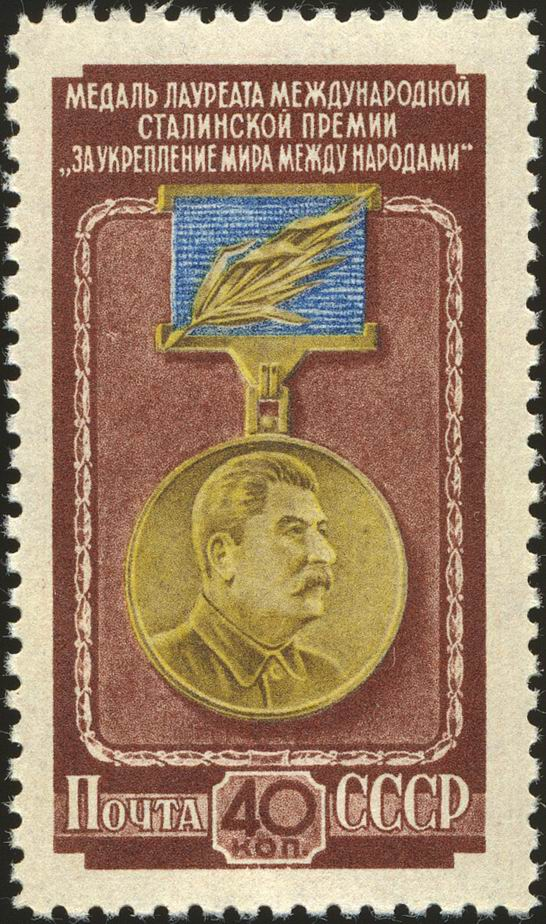
1953: Медаль Международной Сталинской премии «За укрепление мира между народами». Художник С. Поманский (ЦФА [АО «Марка»] № 1717)
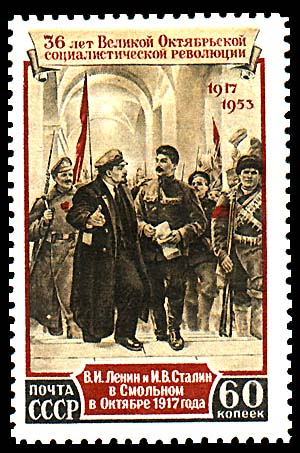
1953: 36 лет Октябрьской революции. Художник Е. Гундобин (по картине Е. А. Кибрика «Прибытие Ленина в Смольный», 1947) (ЦФА [АО «Марка»] № 1732)
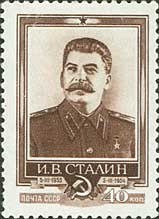
1954: «Памяти И. В. Сталина (1879—1953)». Рисунок коллектива художников Гознака (ЦФА [АО «Марка»] № 1753)
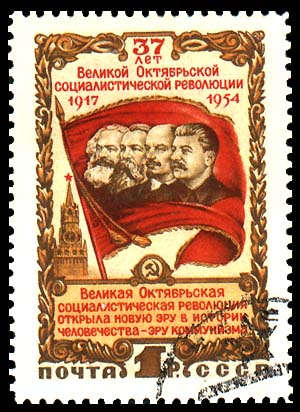
1954: 37 лет Октябрьской революции. «Великая Октябрьская революция открыла новую эру в истории человечества — эру коммунизма». Художник Е. Гундобин (ЦФА [АО «Марка»] № 1793)
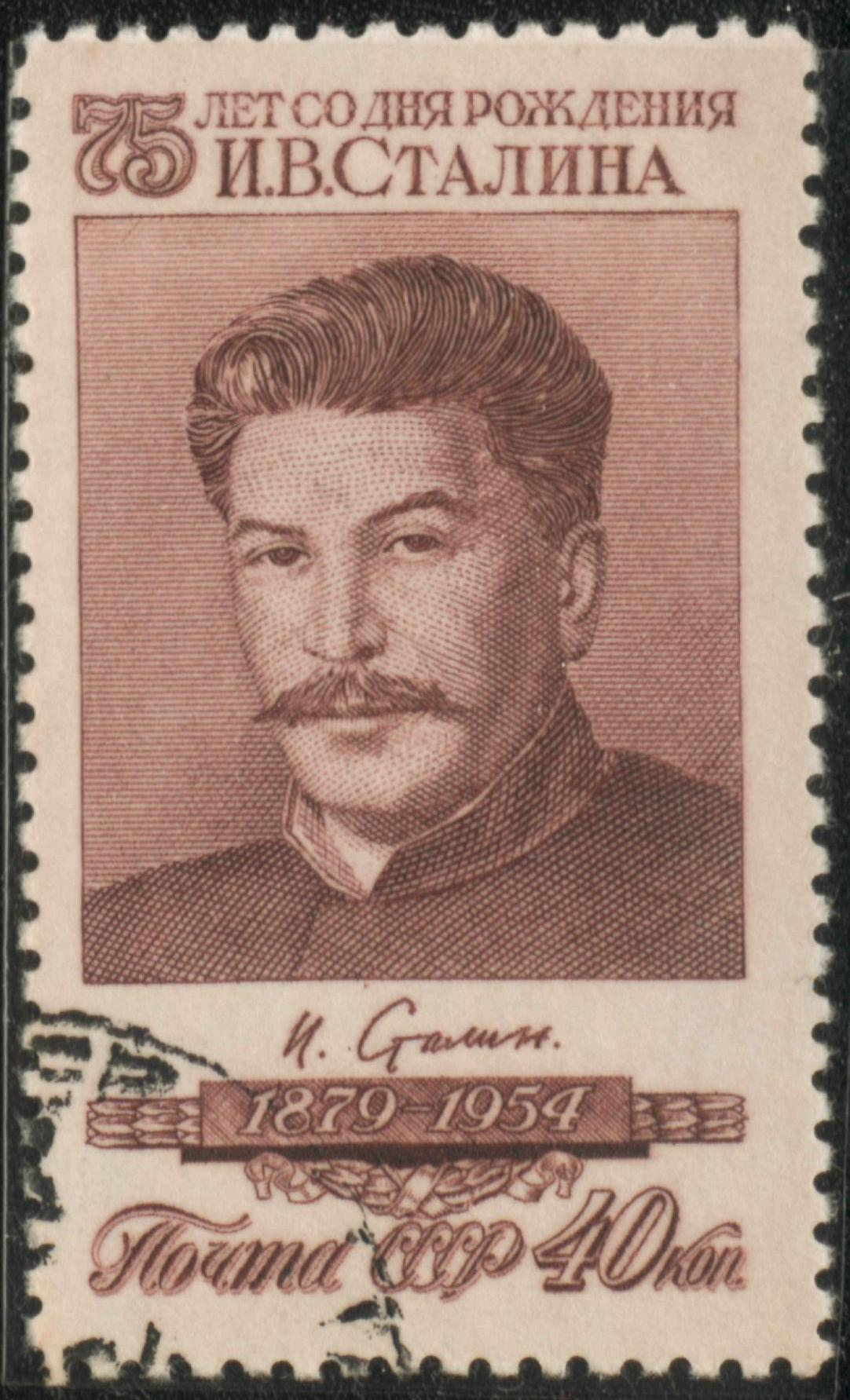
1954: посмертная марка «75 лет со дня рождения Сталина». 40 копеек. Рисунок коллектива художников Гознака, гравюра на стали С. Аферова (ЦФА [АО «Марка»] № 1797)
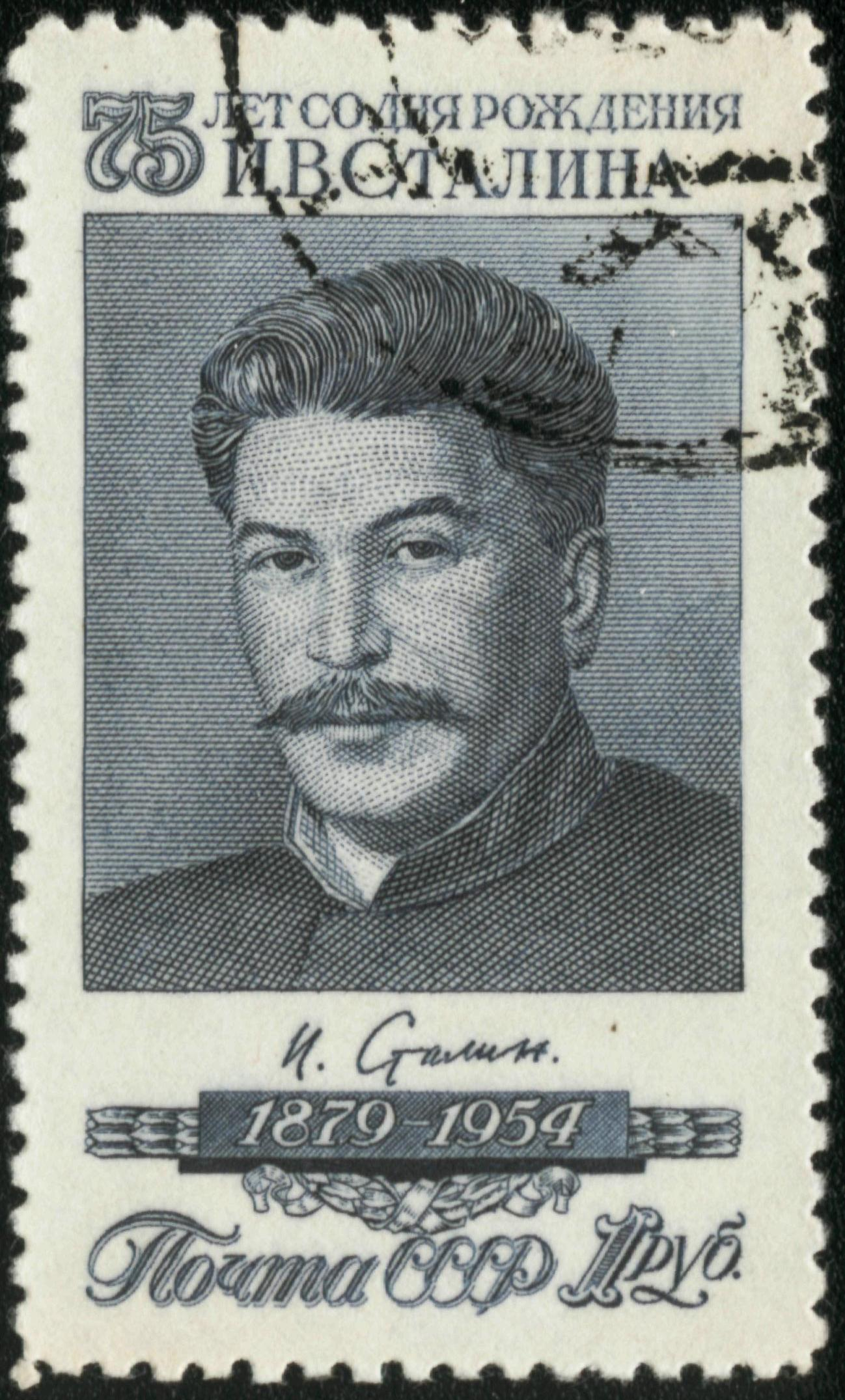
1954: то же. 1 рубль (ЦФА [АО «Марка»] № 1798)
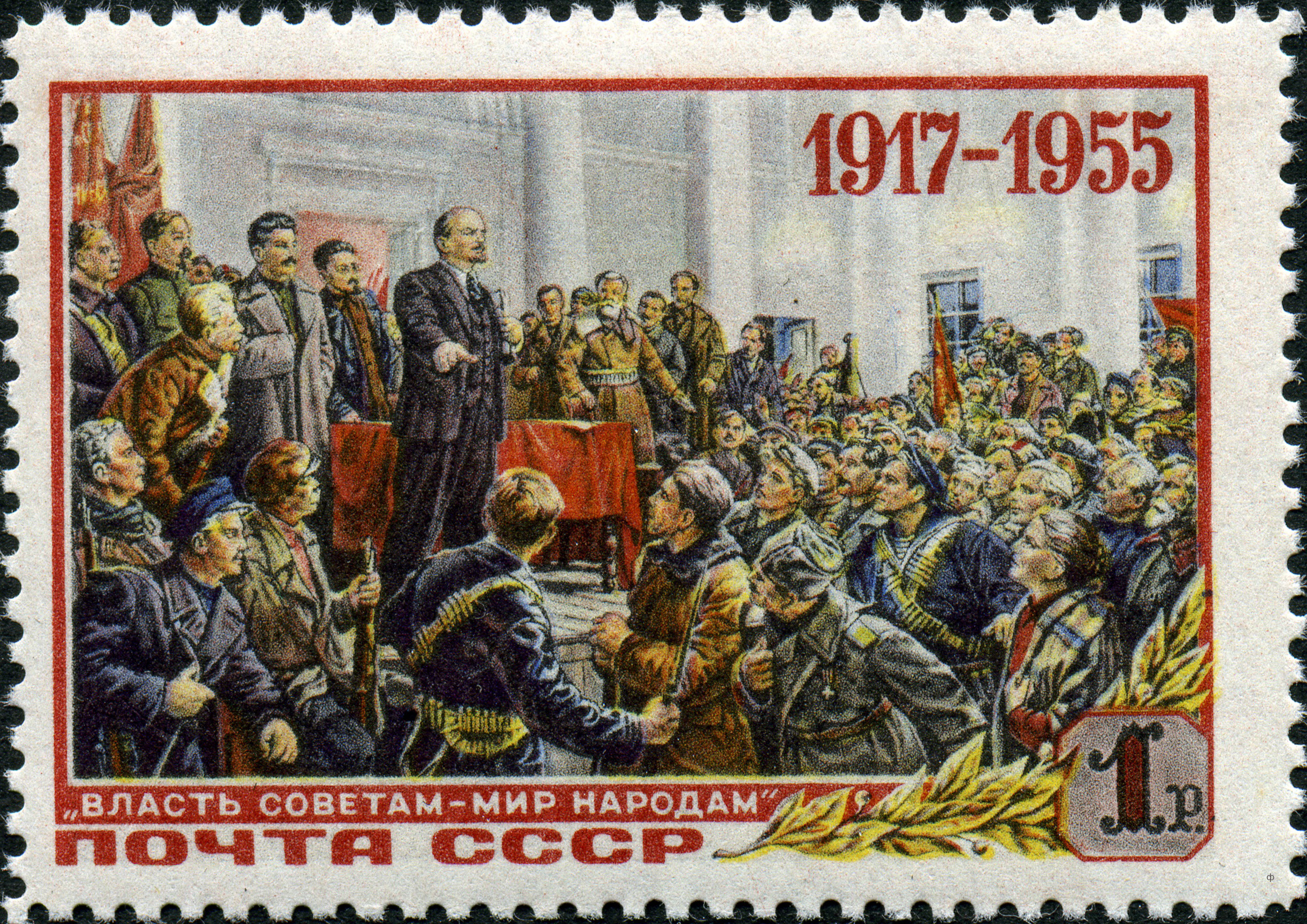
1955:38 лет Октябрьской революции. «Власть Советам — мир народам». Художник Е. Гундобин (по картине Д. Налбандяна и др., 1950) (ЦФА [АО «Марка»] № 1848)

Некоторые авторы, например, Пётр Акопов, считают, что персонально Сталину было посвящено шесть советских марок, однако при этом они не приводят конкретного списка этих марок. Поэтому однозначно причислять в эту категорию можно, пожалуй, лишь выпуски к 70- и 75-летию со дня рождения и к годовщине со дня смерти Сталина, которые в совокупности объединяют один почтовый блок (ЦФА [АО «Марка»] № 1483) и три марки (ЦФА [АО «Марка»] № 1753, 1797, 1798).
Противоречивыми выглядят рассуждения других авторов, например, исполнительного директора и вице-президента Союза филателистов России В. В. Синегубова (в пересказе Натальи Саргиной), о том, какие советские марки с индивидуальным портретом Сталина следует считать первыми и последними:
…советская почта не выпустила при жизни вождя ни одной марки с его портретом. <…> Впервые это было сделано в 1949 г. на марочном блоке к его 70-летию, это был его юношеский портрет…

Последние марки с изображением Сталина были выпущены в СССР в 1954 г. в апреле к годовщине его смерти и в декабре к 75-летию со дня рождения».
Таким образом, с одной стороны, отрицается наличие прижизненных выпусков марок с портретом Сталина, с другой — таковым называется марочный блок 1949 года. Причём и здесь приводятся неточные сведения: на блоке не было «юношеского портрета», как утверждается в публикации Саргиной, а был индивидуальный, официальный портрет Сталина в кремлёвском кабинете.
В дальнейшем, после разоблачения культа личности советского лидера (в 1956 году), образ Сталина на марках СССР стал нежелательным, и — в отличие от КНР, Албании и некоторых других стран — знаменательные даты, связанные с именем Сталина, не были отмечены почтовым ведомством СССР.
| №  | Годы                           | Описание «сталинского» сюжета на марке                                                                            | Номер по Каталогу Загорсокого | Тираж, тыс. | Примечания                                |
| -- | ------------------------------ | --- | ----------------------------- | ----------- | ----------------------------------------- |
| 1  | 1934, ноябрь                   | Портрет Сталина на фоне барельефа Ленина                                                                          | 386                           | 50          |                                           |
| 2  | 1938, март                     | Сталин на параде Первой Конной армия                                                                              | 495                           | 1118        | различают тип I и тип II                  |
| 3  | 1938, июнь                     | Знамя с барельефным изображением Сталина на полярной станции «Северный полюс-1»                                   | 515                           | 2502        |                                           |
| 4  | 1938, июнь                     | сюжет марки 515, отличается цветом и номиналом                                                                    | 516                           | 3000        |                                           |
| 5  | 1939, 13 мая — 1940            | Барельеф Сталина на Павильоне СССР на международной выставке в Нью-Йорке в 1939 году                              | 580                           | 510         | различают тип I и тип II                  |
| 6  | 1939, 13 мая — 1940            | сюжет марки 580 на марке без перфорации                                                                           | 582                           | 300         | различают тип I и тип II                  |
| 7  | 1939, декабрь                  | Клинический институт им. Сталина в Сочи                                                                           | 617                           | 500         |                                           |
| 8  | 1940, апрель                   | Ледокол «Иосиф Сталин»                                                                                            | 636                           | 1000        |                                           |
| 9  | 1940, апрель                   | Встреча К. С. Бадигина и И. Д. Папанина на борту ледокола «Иосиф Сталин»                                          | 638                           | 500         |                                           |
| 10 | 1940, октябрь                  | Памятник Сталину на ВСХВ                                                                                          | 674                           | 1000        |                                           |
| 11 | 1941, 23 января                | Паровоз «Иосиф Сталин»                                                                                            | 690                           | 3000        | различают также тип А                     |
| 12 | 1941, 20 декабря               | Лозунг «По призыву Великого вождя народов тов. Сталина сыны Советского отечества вступают в народное ополчение»   | 727                           | 3000        | См. Народное ополчение (почтовая марка)   |
| 13 | 1943, 29 января                | Барельефное изображение Сталина на знамени                                                                        | 748                           | 1000        |                                           |
| 14 | 1943, 29 января                | Барельефное изображение Сталина на восьмиконечном щите                                                            | 752                           | 6000        |                                           |
| 15 | 1943, 25 ноября                | Цитата Сталина «Да здравствует победа англо-советско-американского боевого союза!»                                | 784                           | 1000        |                                           |
| 16 | 1943, 25 ноября                | сюжет марки 784, отличается цветом и номиналом                                                                    | 785                           | 500         |                                           |
| 17 | 1944, 27 марта                 | Медаль «За оборону Сталинграда». Схема окружения гитлеровских войск под Сталинградом                              | 792                           | 1000        |                                           |
| 18 | 1944, 27 июня                  | Портрет Сталина на фоне барельефа Ленина                                                                          | 816                           | 1500        | повтор марки № 386                        |
| 19 | 1944, 27 июня                  | сюжет марки 816 (386), отличается цветом и номиналом                                                              | 822                           | 500         |                                           |
| 20 | 1945, январь                   | Медаль «Партизану Отечественной войны» (с барельефным изображением Сталина)                                       | 854                           | 1200        |                                           |
| 21 | 1945, январь                   | сюжет марки 854 на марке без перфорации                                                                           | 860                           | 1200        |                                           |
| 22 | 1945, 9 марта                  | Надпись «Сталинград — город герой»                                                                                | 871                           | 1000        |                                           |
| 23 | 1945, 9 марта                  | сюжет марки 871 на марке с другим номиналом — вместо «60 коп.» — «3 руб.»                                         | 872                           | 1000        |                                           |
| 24 | 1945, 9 марта                  | 4 марки без перфорации с сюжетом марки 873 на блоке                                                               | Бл 5 (4 х 873)                | 300         | Сюжет марки 873 повторяет сюжет марки 872 |
| 25 | 1945, 1 апреля                 | Лозунг «За Родину! За Сталина!»                                                                                   | 878                           | 1000        |                                           |
| 26 | 1945, 1 апреля                 | Призыв из Приказа Народного комиссара обороны СССР Сталина от 28 июля 1942 года № 227 «Ни шагу назад!»            | 879                           | 1000        |                                           |
| 27 | 1945, 23 января                | Медаль «За победу над Германией в Великой Отечественной войне 1941-1945 гг.» (с барельефным изображением Сталина) | 927                           | 3500        |                                           |
| 28 | 1945, 23 января                | Медаль «За доблестный труд в Великой Отечественной войне 1941-1945 гг.» (с барельефным изображением Сталина)      | 928                           | 3500        |                                           |
| 29 | 1945, 23 января                | сюжет марки 927, отличается цветом и номиналом                                                                    | 929                           | 4500        |                                           |
| 30 | 1945, 23 января                | сюжет марки 928, отличается цветом и номиналом                                                                    | 930                           | 4500        |                                           |
| 31 | 1945, 23 января                | Барельефное изображение Сталина на знамени                                                                        | 931                           | 2500        |                                           |
| 32 | 1946, 23 февраля               | Портрет Сталина на Параде Победы                                                                                  | 935                           | 3000        |                                           |
| 33 | 1946, 23 февраля               | сюжет марки 935, отличается цветом и номиналом                                                                    | 936                           | 5000        |                                           |
| 34 | 1946, 21 июля                  | Портрет Сталина на Параде физкультурников                                                                         | 971                           | 3000        |                                           |
| 35 | 1946, 22 июля                  | Медаль «Партизану Отечественной войны» (с барельефным изображением Сталина)                                       | 979                           | 1000        |                                           |
| 36 | 1946, 8 сентября               | Танк ИС-3 | 989                           | 3000        |                                           |
| 37 | 1946, 8 сентября               | сюжет марки 989, отличается цветом и номиналом                                                                    | 990                           | 3000        | различают также тип I                     |
| 38 | 1946, 6 ноября — 1947, 10 июня | Изображения марок СССР, — в том числе марок с изображением Сталина                                                | 996                           | 2000        |                                           |

## Выпуски Китайской Народной Республики

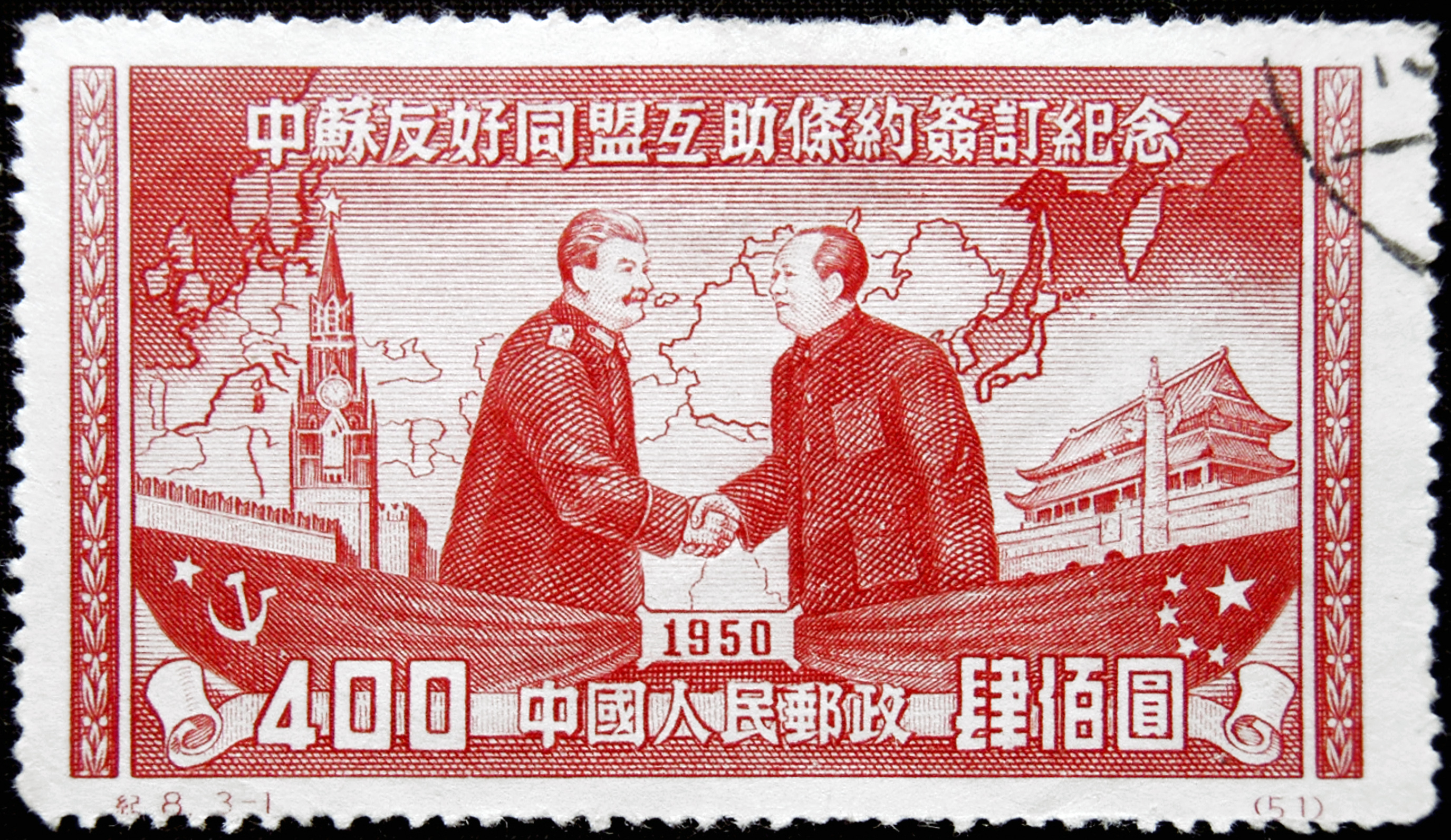
1950: Сталин и Мао Цзэдун(Sc #74)

Китай (1979): конверт первого дня с марками к 100-летию со дня рождения И. В. Сталина, на которых изображены его выступление на параде на Красной площади 7 ноября 1941 года и одиночный портрет(Sc #1556, 1555)

Коммунистический Китай занимал особую позицию среди социалистических стран, и его руководство негативно восприняло решения XX съезда КПСС, осудивших культ личности Сталина. Обособившийся от Советского Союза Китай продолжал выпускать марки с изображением генералиссимуса и в 1960—1970-х годах.
В 1950 году почтовое ведомство народного Китая выпустила три марки с одинаковым сюжетом, посвящённые советско-китайской дружбе, где генералиссимус Советского Союза был изображён с лидером коммунистического Китая — Мао Цзэдуном (Sc #74—76). В 1979 году Китай подготовил марки к 100-летию со дня рождения Сталина, которые были также использованы при выпуске конверта первого дня (Sc #1556, 1555). Таким образом, Китай стал одной из двух держав мира (наравне с социалистической Албанией), которые отметили столетний юбилей Сталина.
Примечательно, что Китай выпустил наибольшее количество почтовых марок с индивидуальными портретами Сталина. Сталин, как один из теоретиков коммунистической идеологии, в Китае почитается наравне с Марксом, Энгельсом и Лениным. Такое отношение к советскому руководителю, в частности, отражается на марке 1964 года (Sc #758), где изображены главные теоретики коммунизма, и в их числе — И. В. Сталин.
Сталину посвящались также выпуски отдельных китайских территорий — Порт-Артура (марка-одиночка по случаю 32-й годовщины Октябрьской революции с изображением Ленина и Сталина (Mi #71) — первая марка с портретом Сталина на Азиатском континенте) и серия из двух марок в честь 70-летия И. В. Сталина) в 1949 году (Mi #72, 73) и Дунбэя в 1950 году (Sc #1L176—1L178).

Образ Сталина на китайских почтовых марках
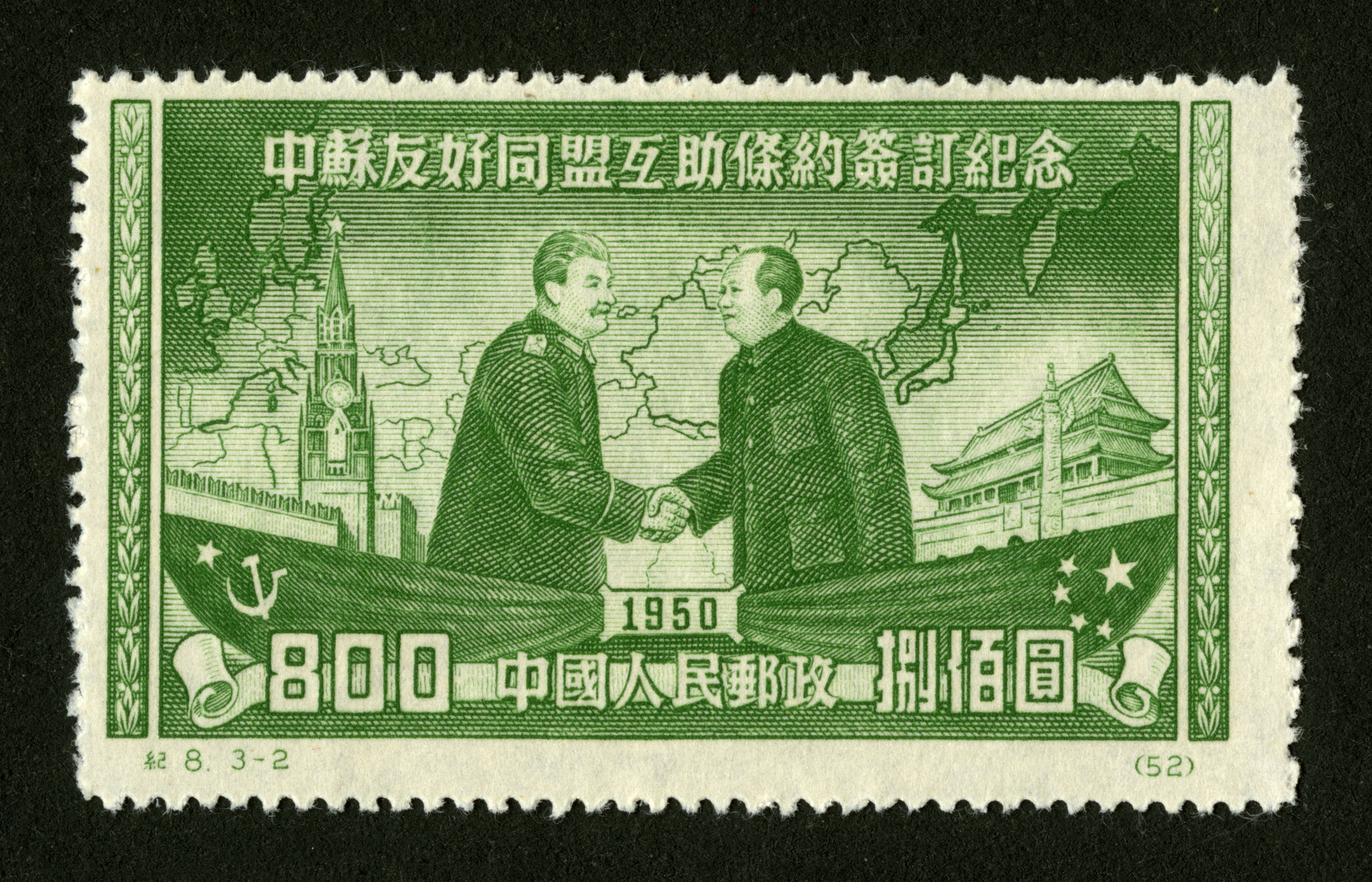
1950: Сталин и Мао Цзэдун (Sc #75)
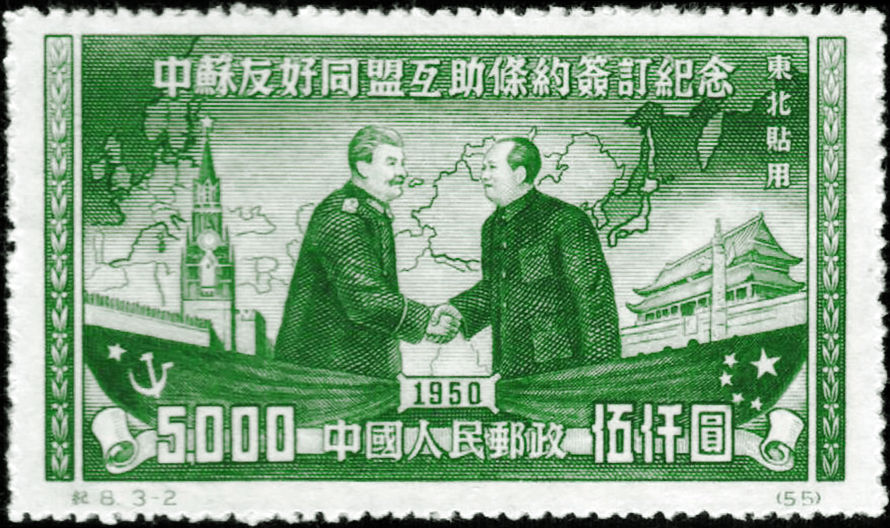
1950: Сталин и Мао Цзэдун — выпуск Дунбэя (Sc #1L177) с сюжетом марки центрального почтового ведомства КНР (Sc #75)
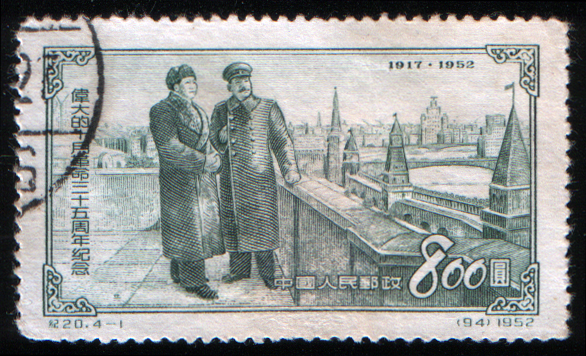
1953: 35-летие Октябрьской революции. Сталин и Мао Цзэдун в Кремле (Sc #190)
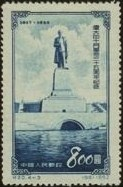
1953: то же. Памятник Сталину на Волго-Донском канале (Sc #196)
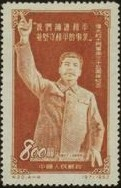
1953: то же. Сталин-оратор (Sc #197)
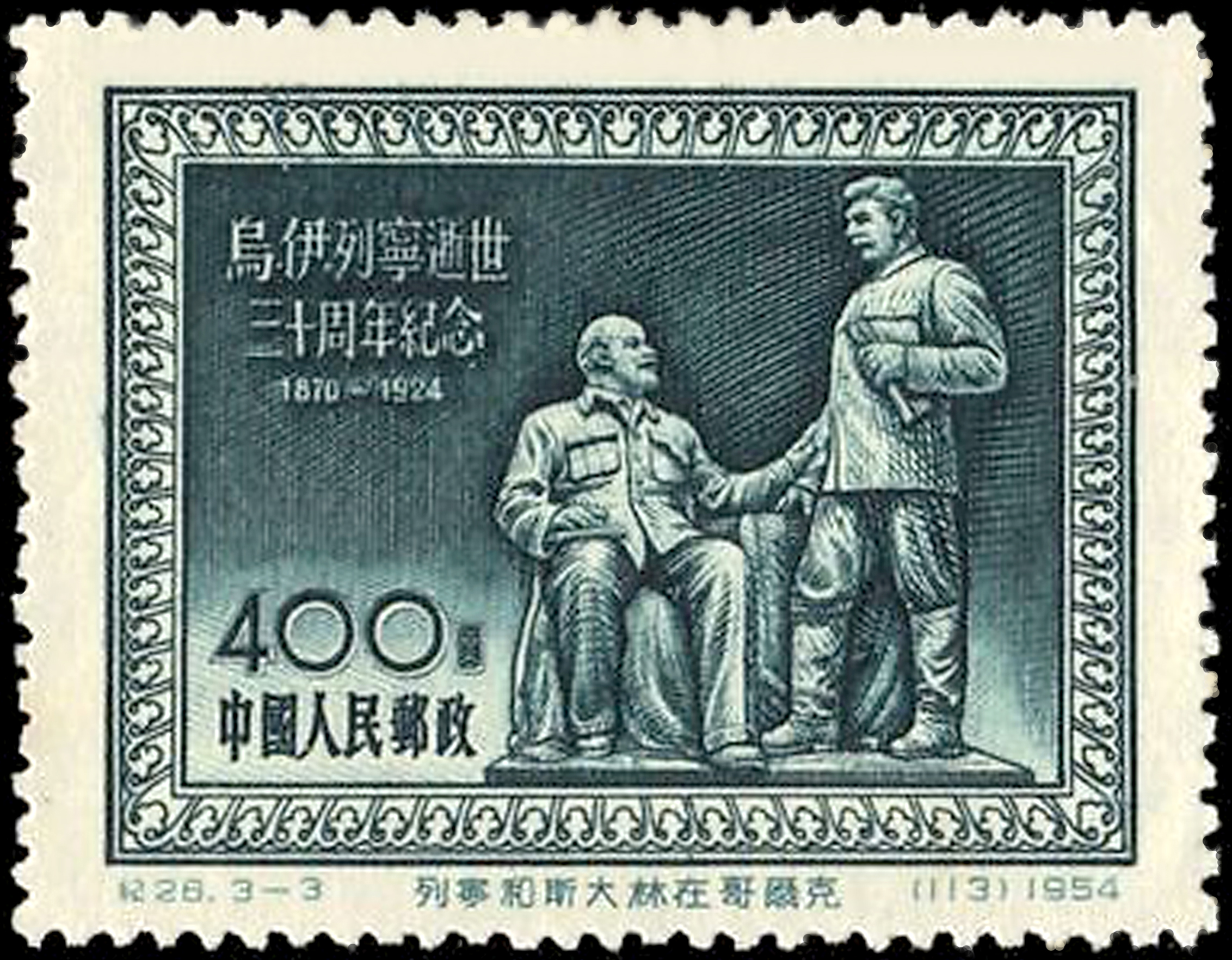
1954: 30-я годовщина смерти Ленина. Памятник Ленину и Сталину в Горках (Sc #222)
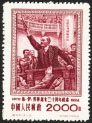
1954: то же (Sc #224)
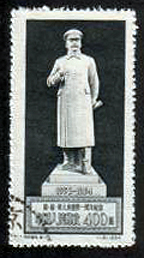
1954: Памятник Сталину. Скульптор Н. Томский (Sc #231)
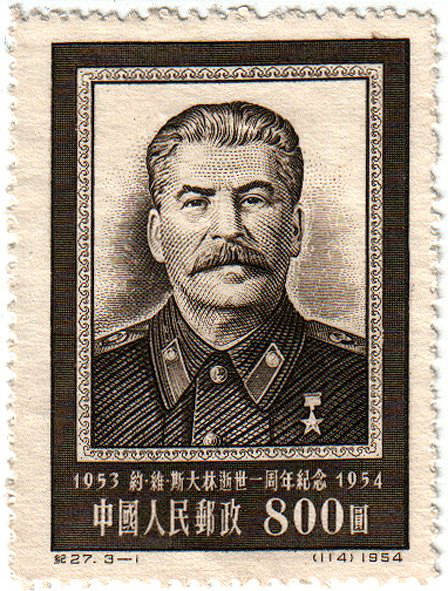
1954: 1-я годовщина смерти Сталина. Портрет (Sc #232)
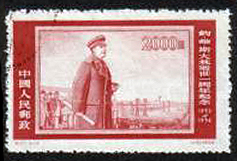
1954: то же. Сталин на гидроэлектростанции (Sc #233)
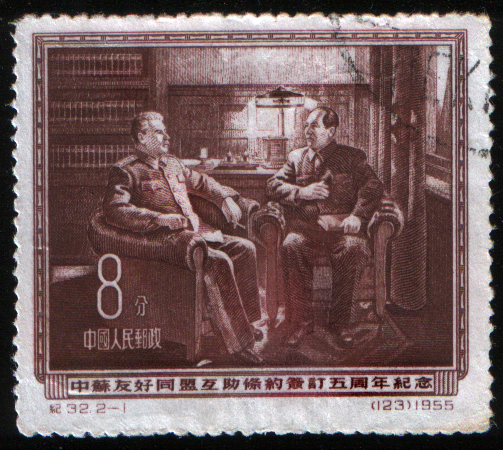
1955: Сталин и Мао Цзэдун в кремлёвском кабинете (Sc #243)

## Выпуски Албании
Подобно Китаю, Народная Социалистическая Республика Албания отрицательно отнеслась к решениям XX съезда КПСС, развенчавшим культ личности Сталина. Народная Албания продолжала отмечать дни рождения и кончины Сталина по всей стране и, соответственно, выпускать марки с изображением Сталина вплоть до падения коммунистического режима в 1991 году. Сталин изображен на албанской марке 1963 года, выпущенной к 20-летию Сталинградской битвы (Mi #725) (в разгар антисталинской кампании Н. С. Хрущёва в СССР, когда всё, связанное с именем И. В. Сталина подлежало забвению и переименованию, даже Сталинградская битва была переименована в «Битву на Волге»).
|                                                      |                                                                            |
| 1949: 70-летие со дня рождения Сталина (Sc #455—457) | 1981: Албанская партия труда (марка с пустым купоном) (Mi #2103; Sc #2006) |

21 декабря 1969 года Албания выпустила 4 марки с портретом Сталина в честь 90-летия генералиссимуса (Mi #1392—1395). Профиль Сталина, наряду с профилем Маркса, Энгельса и Ленина, был изображен на символе правящей Албанской партии труда. Таким образом, знаки почтовой оплаты с изображением Сталина часто появлялись в социалистической Албании тогда, когда почтовое ведомство страны выпускало марки с символом партии (Mi #1111). Так было также на почтовом блоке, выпущенном в 1980 году (Mi #Bl. 70). На марке от 21 января 1974 года, посвящённой памяти Ленина, Сталин изображен с Лениным (Mi #1674). В последний раз изображение Сталина на албанской марке появилось в 1986 году.

Образ Сталина на почтовых марках социалистической Албании
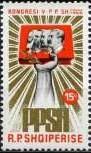
1966: Албанская партия труда (Mi #1111; Sc #978)
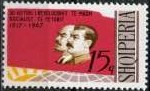
1967: 50-я годовщина Октябрьской революции (Mi #1209; Sc #1070)
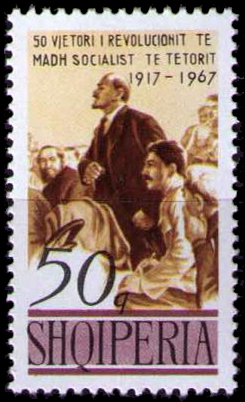
1967: то же (по рисунку Е. А. Кибрика «Есть такая партия!», 1948) (Mi #1211; Sc #1072)
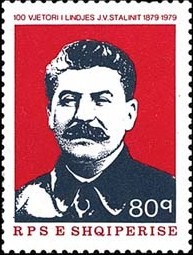
1979: 100 лет со дня рождения Сталина (Sc #1937)
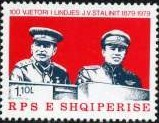
1979: то же. Сталин и Энвер Ходжа (Mi #2034; Sc #1938)
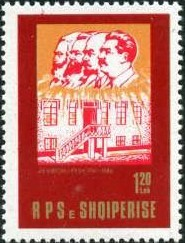
1986: Албанская партия труда (Mi #2310; Sc #2222)

## Выпуски других социалистических стран

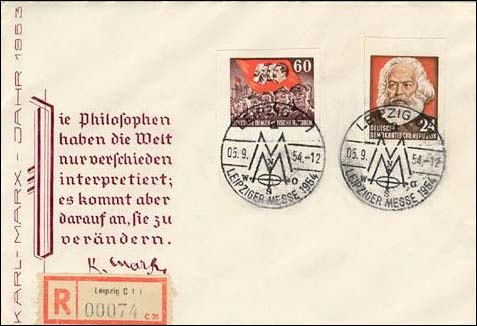
GDR (1953): конверт и марки, посвящённые Карлу Марксу(Sc #142, 145)

К сталинской тематике также обращались почтовые ведомства других европейских и азиатских социалистических стран: Болгарии, Венгрии, ГДР, Польши, Румынии, Чехословакии, КНДР, Вьетнама. При этом социалистические страны (кроме СССР) не стали первыми зарубежными государствами, выпустившими марку с изображением Сталина (первой стала буржуазная Колумбия). Первая марка социалистических стран появилась только в 1947 году — это была почтово-благотворительная марка Венгрии (Sc #B201); венгерский обычный почтовый выпуск в честь Сталина был сделан впервые 21 декабря 1949 года в ознаменование 70-летнего юбилея советского вождя (Sc #864—866). Однако до кончины Сталина марки соцстран, как правило, изображали советского вождя на выпусках, ему непосредственно не посвящённых. Так, на двух чехословацких миниатюрах 1952 года по случаю 35-летия Октября и месячника дружбы с СССР Сталин запечатлён вместе с Лениным и группой красноармейцев (Sc #558, 559); обе марки гасились специальным почтовым штемпелем на памятном конверте.
Так же, как и в СССР, основой сюжета марок соцстран сталинской тематики часто были картины известных советских художников. В частности, известная книжная иллюстрация художника Е. А. Кибрика «Есть такая партия!» (1948) была использована на марках Албании (Mi #1211; Sc #1072), Болгарии (Mi #900; Sc #857) и Венгрии (Mi #1352; Sc #1074). Другую картину Кибрика «Прибытие Ленина в Смольный» (1947), на которой также изображён Сталин, можно видеть на чехословацкой марке 1951 года (Mi #697; Sc #488). На одной из венгерских марок, посвящённых 35-й годовщине Октябрьской революции (Mi #1276-1278; Sc #1025-1027), частично использован сюжет картины М. Авилова «Приезд товарища Сталина в 1-ю Конную армию».
Другой популярной основой сюжета марок была Октябрьская революция в России. Данный сюжет, кроме упомянутых чехословацких миниатюр (Sc #558, 559), в частности, был использован на венгерской марке 1951 года, где Сталин был изображен вместе с Лениным (Mi #1215; Sc #981), а также серия из трёх марок этой же страны 1952 года (Mi #1276—1278; Sc #1025—1027), посвящённая 35-летию революции.
К прижизненным коммеморативным выпускам, посвящённым персонально руководителю СССР, в частности, относятся марки 1949 года, выпущенные Болгарией, Румынией (Mi #1195; Sc #718) и Чехословакией (Sc #400) в честь 70-летия Сталина. При этом чехословацкая марка также встречается на картмаксимуме.
Почтовые ведомства социалистических стран неравнодушно отнеслись к такому важному событию в жизни послевоенного мира, как смерть генералиссимуса Иосифа Сталина. Так, в 1953 году в Венгрии были выпущены траурные марка (Sc #1054) номиналом в 60 филлеров и блок (Mi #Block23; Sc #1035) номиналом в 2 форинта. Траурная марка также была выпущена в Чехословакии (Mi #792; Sc #581). Кроме того, в первую годовщину смерти Сталина выпустила марку Германская Демократическая Республика (Sc #207).

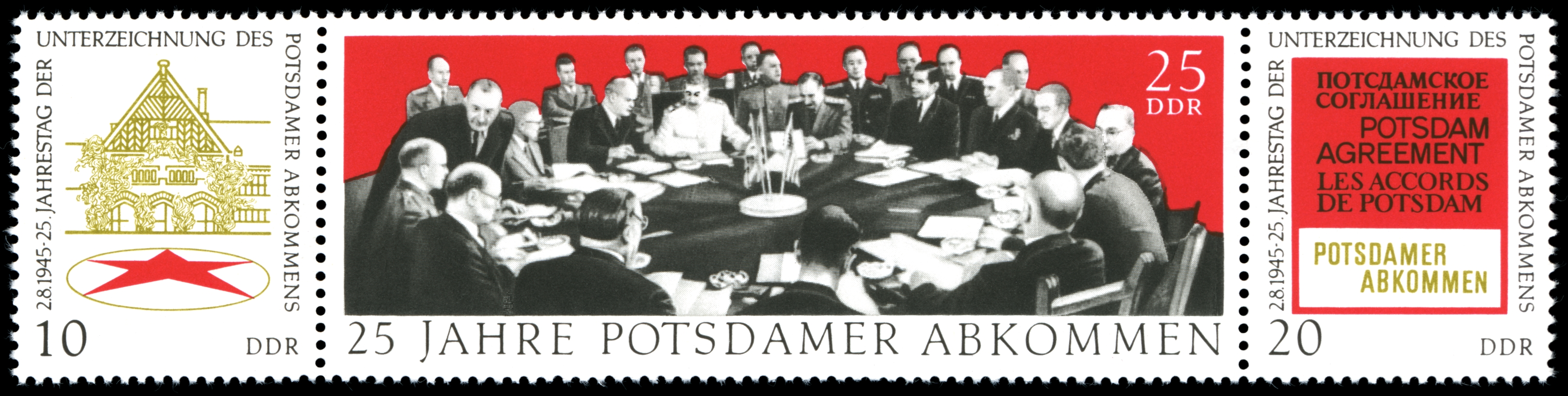
GDR (1970): Сцепка из трёх марок к 25-летию Потсдамской
конференции

После 1956 года большинство стран социалистического лагеря прекратило выпуск марок со сталинскими сюжетами в связи с изменением оценки роли Сталина в истории и осуждением его культа личности в Советском Союзе. Исключением явилась лишь марка ГДР, выпущенная в 1970 году к 25-летию Потсдамского соглашения, на которой И. В. Сталин запечатлён сидящим в центре за круглым столом среди других участников переговоров (Sc #1227). Помимо этого, портрет Сталина можно разглядеть на заднем плане почтовой марки КНДР 1960 года выпуска из серии, посвящённой «революционной деятельности товарища Ким Ир Сена» и 15-й годовщине освобождения Кореи (Sc #241) и почтовой марки из вьетнамской серии 1980 года в честь 35-летия Министерства связи СРВ (Sc #1078). В 2003 году КНДР выпустила два блока в форме малых листов, посвящённых 110-летию Мао Цзэдуна (Mi #566-567), на купонах которых были изображены марки КНР 1950 и 1953 годов, изображающих Сталина и Мао (см. выше).

Примеры марок соцстран на сталинскую тематику
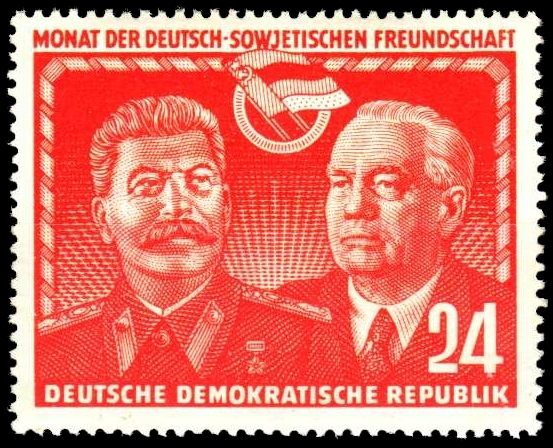
ГДР (1951): Сталин и Вильгельм Пик (Sc #93)
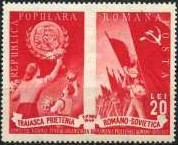
Румыния(1949): Неделя румынско-советской дружбы (Mi #1192; Sc #709)
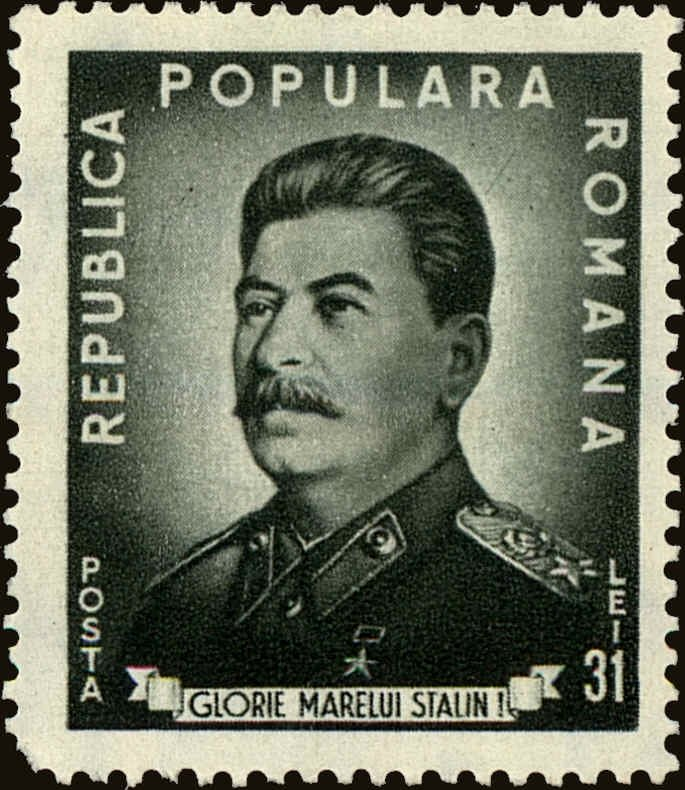
Румыния (1949): 70 лет со дня рождения Сталина (Mi #1195; Sc #718)

Марки с изображением (и упоминанием) Сталина не выпустили социалистические Югославия и Кампучия. В филателистической продукции Монголии изображение Сталина появилось в 2001 году на одной из марок малого листа, посвящённого итогам XX века, где были запечатлены Сталин, Рузвельт и Черчилль на Ялтинской конференции 1945 года.

## Выпуски несоциалистических стран

(1995): спецгашение на официальном конверте первого дня и марке, посвящённым 50-летию Ялтинской конференции(Sc #504)

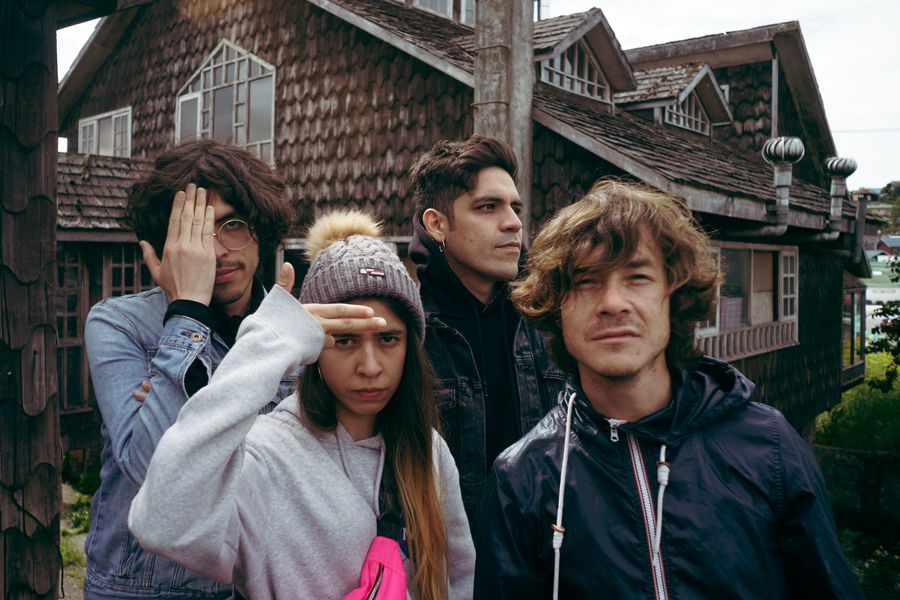
COL (1945): надпечатка на марке 1939 года с портретами лидеров антигитлеровской коалиции

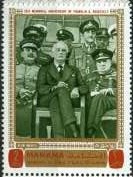
Аджман (1970): 25-я годовщина смерти Рузвельта

Портрет Сталина на марках зарубежных несоциалистических государств появился ещё при его жизни. Первыми — самыми ранними из всех зарубежных стран — были выпуски буржуазно-демократической Колумбии (июль 1945) и Никарагуа периода правления Сомосы (июнь 1946), на которых была отражена тема «большой тройки». При этом колумбийский выпуск (Sc #520—522) представлял собой зелёную, красную и синюю надпечатки одинакового рисунка — портретов И. В. Сталина, Ф. Рузвельта и У. Черчилля. Надпечатки с портретами участников Потсдамской конференции были нанесены на коричневую колумбийскую марку (Sc #469) 1939 года номиналом в 5 сентаво, на которой были изображены женщины, работающие на кофейной плантации. Надпечатки были сделаны для того, чтобы оперативно отреагировать на победу антигитлеровской коалиции над нацистской Германией. Никарагуанская марка (Sc #699) вышла в свет в серии памяти Рузвельта и была посвящена Тегеранской конференции 1943 года.
Тема «большой тройки» также была использована на одной из марок в серии, выпущенной арабским эмиратом Аджман в 1970 году в 25-ю годовщину смерти президента США Франклина Рузвельта, на квартблоке Северного Йемена 1970 года в честь 25-летия победы во Второй мировой войне, вновь на марке Никарагуа (Mi #1760) 1974 г. в честь 100-летия со дня рождения У. Черчилля, на марках островных государств Антигуа и Барбуда в 1982 году (в серии, посвящённой 100-летию со дня рождения Ф. Д. Рузвельта)  (Mi #689), Сент-Винсент и Гренадины (Sc #2169) и Маршалловы Острова (Sc #504), и снова - на малом листе Никарагуа (Mi #3703) (все три  выпуска - 1995 года, в честь 50-летней годовщины Ялтинской конференции), а также на марках Доминики (Sc #2186f) (Ялтинская конференция) и Микронезии (Sc #378w), выпущенных в 2000 году.
Марки, чествующие Сталина, появлялись во всех частях света (кроме Антарктиды). Так, африканское государство Гвинея в 1970 году выпустило марку, на которой Сталин изображён стоящим рядом с Лениным (Sc #566). Основой сюжета марки стал первый вариант картины В. Серова «В. И. Ленин провозглашает Советскую власть» (1947 года), на котором присутствовало изображением Сталина. Другим африканским государством, выпустившим марки со сталинским сюжетом (на сей раз снова тематики "большой тройки"), стала Тоголезская Республика (серия зубцовых и беззубцовых марок с блоком памятного выпуска 1965 г. в честь Уинстона Черчилля).
Марка с портретом Сталина выпущена Аджманом в 1972 году (номиналом в 5 риалов; в серии с портретами других руководителей Антигитлеровской коалиции). 
Среди почтовых выпусков развитых капиталистических стран Сталин присутствует на одной из марок в честь Ялтинской конференции (Sc #1780d) в бельгийской серии 2000 года, подводившей итоги XX века.
К числу последних на сегодняшний день марок сталинианы относится миниатюра, выпущенная 18 июня 2005 года почтой Кыргызстана в серии марок на фольге «Политические и военные лидеры союзных стран, победивших во Второй мировой войне» (Sc #268). Размер марки — 35 × 35 мм; тираж — 20 000 экземпляров. Марка изготовлена методом металлизированной печати в Италии. Изображение Сталина в виде барельефа является частью сюжета одной из марок Украины 2007 года в серии, посвящённой локомотивам (на марке — Тепловоз ТЭ2). На другой украинской почтовой марке 2010 года выпуска, посвящённой 65-летнию победы в Великой Отечественной и Второй мировой войне был помещён портрет героини войны, кавалера «южного» и «дунайского» бантов медалей Е. Н. Завалий с изображением медали «За победу над Германией» на её парадном мундире. Портрет Сталина также является частью сюжета марки, выпущенной в 2005 году в Беларуси в серии, посвящённой 60-летию Победы в Великой Отечественной войне. 22 апреля 2020 года почтовое ведомство ДНР выпустило памятный блок-сцепку в честь 150-летия со дня рождения В. И. Ленина с репродукцией картины В. М. Орешникова 1949 года «В штабе обороны Петрограда», на которой Ленин был запечатлён вместе со Сталиным. 3 августа 2015 года почтовое ведомство острова Гренада выпустило серию с портретами руководителей Антигитлеровской коалиции (посвящённую 80-летию Победы во Второй мировой войне), среди которых был запечатлён И. В. Сталин (Mi #7072).

Примеры марок несоциалистических стран на сталинскую тематику
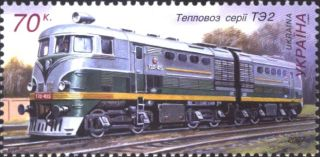
Украина (2007): барельефное изображение Сталина на тепловозе серии ТЭ2
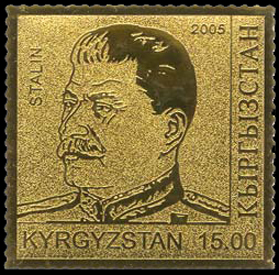
Кыргызстан (2005): из серии «Политические и военные лидеры союзных стран, победивших во Второй мировой войне» (Sc #268)
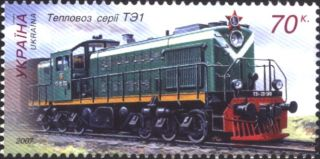
Украина (2007): барельефное изображение Сталина на звезде фронтонной части тепловоза серии ТЭ1

## Марки-пародии нацистской Германии
В 1944 году в концентрационном лагере Заксенхаузен, под руководством штурмбаннфюрера СС Бернхарда Крюгера, была произведена пропагандистская марка-пародия на британскую миниатюру в честь 25-летнего юбилея правления Георга V: на пародийной марке был изображён Сталин с лозунгом «Эта война — еврейская война».
В том же году в Германии отпечатали вторую пропагандистскую марку-пародию на почтовые марки, посвящённые коронации Георга VI. На марках-оригиналах король был изображён с его супругой Елизаветой, однако вместо Елизаветы на них был помещён Сталин. Таким образом немцы хотели высмеять Георга VI и британцев в целом, обвинив их в военном союзе со Сталиным и СССР, заключённым на Тегеранской конференции. Бывший узник концлагеря Заксенхаузен Адольф Бургер, принимавший участие в изготовлении фальшивок, в интервью газете «Комсомольская правда» рассказал:
Немецкие агенты в Англии наклеивали их на конверты вместо настоящих марок. А работники почты этого не замечали, ставили штампы и отправляли адресатам. Фашисты думали, что когда люди увидят Сталина и шестиконечную звезду, то станут ненавидеть коммунистов и евреев.
|  |  |

## Выпуски Российской Федерации

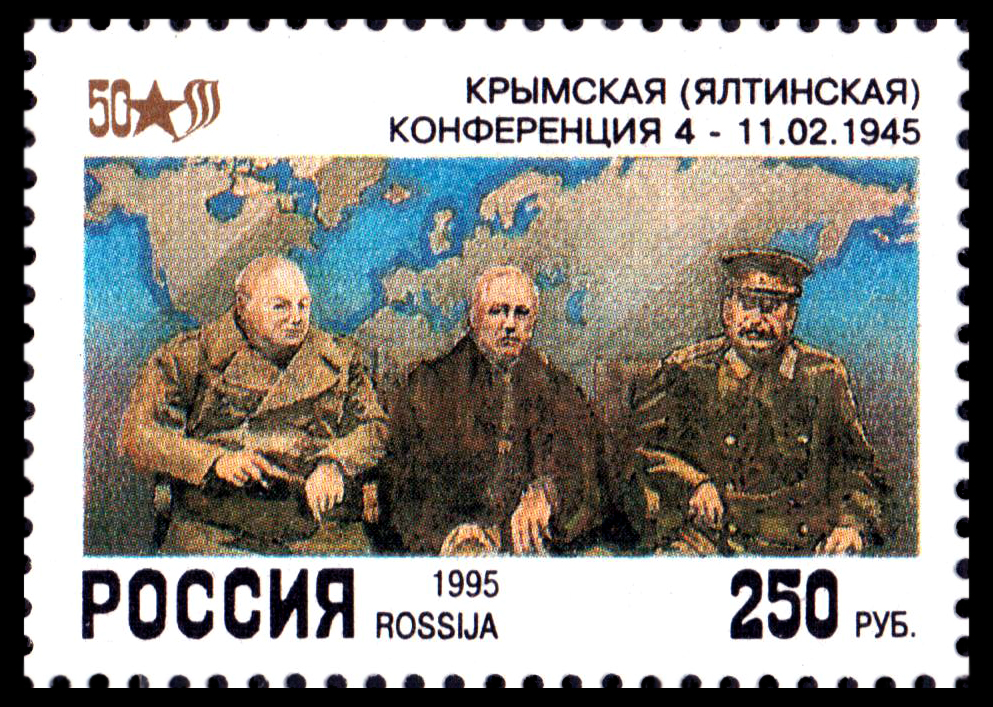
Россия (1995): Ялтинская конференция (4—11 февраля 1945)

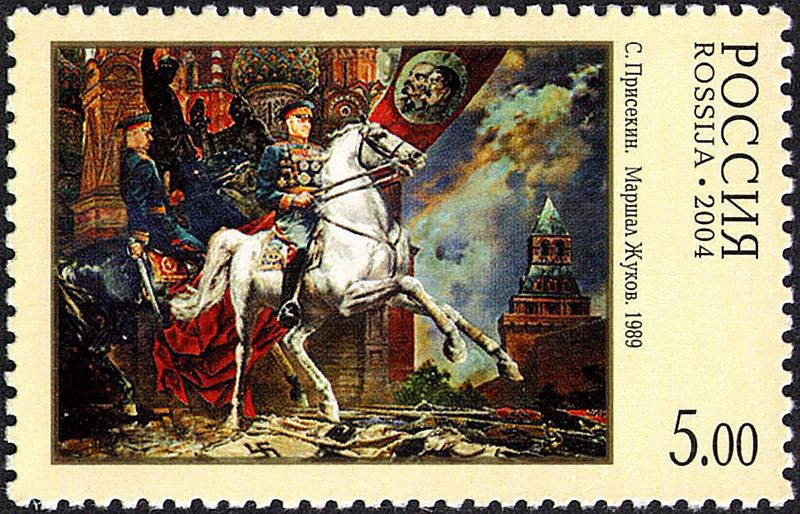
Россия (2004): Сергей Присекин, «Маршал Жуков»

В апреле 1995 года в России тиражом 500 тысяч экземпляров в серии «50 лет победы в Великой Отечественной войне» в почтовое обращение поступила марка с изображением бывшего советского вождя, рисунок которой выполнил художник Ю. Арцименев. Она посвящалась Крымской (Ялтинской) конференции 1945 года.
Выпуск данной марки был негативно воспринят некоторой частью мирового сообщества, а также российскими либералами и правозащитниками. В частности, перед празднованием 50-летия Победы СССР над гитлеровской Германией на это посетовала американская газета «Нью-Йорк Таймс».
Российский публицист В. С. Бушин обращает внимание на замечание историка Ю. Н. Афанасьева, с сожалением отметившего: «Целая серия фактов свидетельствует, что кому-то хочется с помощью символов, ритуалов вернуться снова туда» (в советское время). К таким символам Ю. Афанасьев, в частности, относит выпуск в 1995 году почтовой марки со Сталиным: «Вышла почтовая марка с изображением Сталина, правда, вместе с Рузвельтом и Черчиллем».
8 июня 2004 года ФГУП ИТЦ «Марка» выпустила серию марок «„Славим Отечество!“ — патриотическая тема в современной живописи» с картинами народного художника России Сергея Присекина. Художественное оформление серии выполнил российский миниатюрист Александр Поварихин. На одной из марок была использована картина «Маршал Жуков», на которой также можно видеть образы И. В. Сталина и В. И. Ленина на заднем плане. Тираж марки — 250 тыс. экземпляров.
1 июня 2012 года ФГУП ИТЦ «Марка» выпустила конверт с оригинальной почтовой маркой, посвящённый 125-летию со дня рождения С. А. Ковпака с изображением медали «Партизану Отечественной войны» I степени.
11 февраля 2020 года АО «Марка» выпустило памятную марку, посвящённую 75-летию Ялтинской конференции с изображением памятника Большой тройке в Ялте работы З. К. Церетели.
29 мая 2021 года АО «Марка» выпустило серию, посвящённую парадным автомобилям Кремля, один из которых ЗИС-110Б был изображён на фоне парадного знамени с портретами В. И. Ленина и И. В. Сталина.
25 октября 2022 года АО «Марка» выпустило памятную марку, посвящённую 125-летию со дня рождения маршала И. Х. Баграмяна с изображением юбилейной медали «30 лет Советской Армии и Флота» на его парадном мундире.
21 марта 2023 года была выпущена марка, посвящённая 100-летию со дня рождения начальника 8-го управления Генерального штаба ВС СССР в 1972—1988 годах генерал-лейтенанта Н. В. Сторча с изображением медали «За победу над Германией в Великой Отечественной войне 1941—1945 гг.» на парадном мундире.
26 сентября 2023 года была выпущена серия из двух марок, посвящённых советским-полководцам — М. В. Захарову и Р. Я. Малиновскому — с изображением медалей «За победу над Германией», «За победу над Японией» и юбилейной медали «30 лет Советской Армии и Флота» на парадных мундирах.
24 октября 2023 года в обращение поступила почтовая эмиссия, посвящённая 80-летию Тегеранской конференции с изображением И. В. Сталина, Ф. Д. Рузвельта и У. Черчилля (по фотографии 1943 года).
8 мая 2024 года был выпущен памятный малый лист, посвящённый 100-летию со дня рождения писателей-фронтовиков Великой Отечественной войны, среди которых, помимо прочего, был запечатлён портрет советского и российского прозаика Бориса Васильева с изображением медали «За победу над Германией» на его парадном мундире.
2 июля 2024 года в обращение поступил  малый лист в честь военных композиторов с изображением фрагмента  Парада Победы на Красной площади 1945 года под портретами В.И. Ленина и И.В. Сталина.
12 декабря 2024 года вышла в свет почтовая марка памяти Героя Советского Союза Н.М. Козлова с изображением медали «За победу над Германией» на его парадном мундире.
24 апреля 2025 года выпустило памятную марку, посвящённую 125-летию со дня рождения маршала Ф.И. Голикова с изображением  медалей «За победу над Германией» и «30 лет Советской Армии и Флота» на его парадном мундире.
8 мая 2025 года в обращение поступил памятный малый лист, посвящённый 100-летию со дня рождения писателей-фронтовиков Великой Отечественной войны - К.Я Ваншенкина,Е.М.Винокурова,Е.И.Носова,П.Е. Тодоровского с изображением медали «За победу над Германией» на их парадных мундирах.

## «Малая» сталиниана

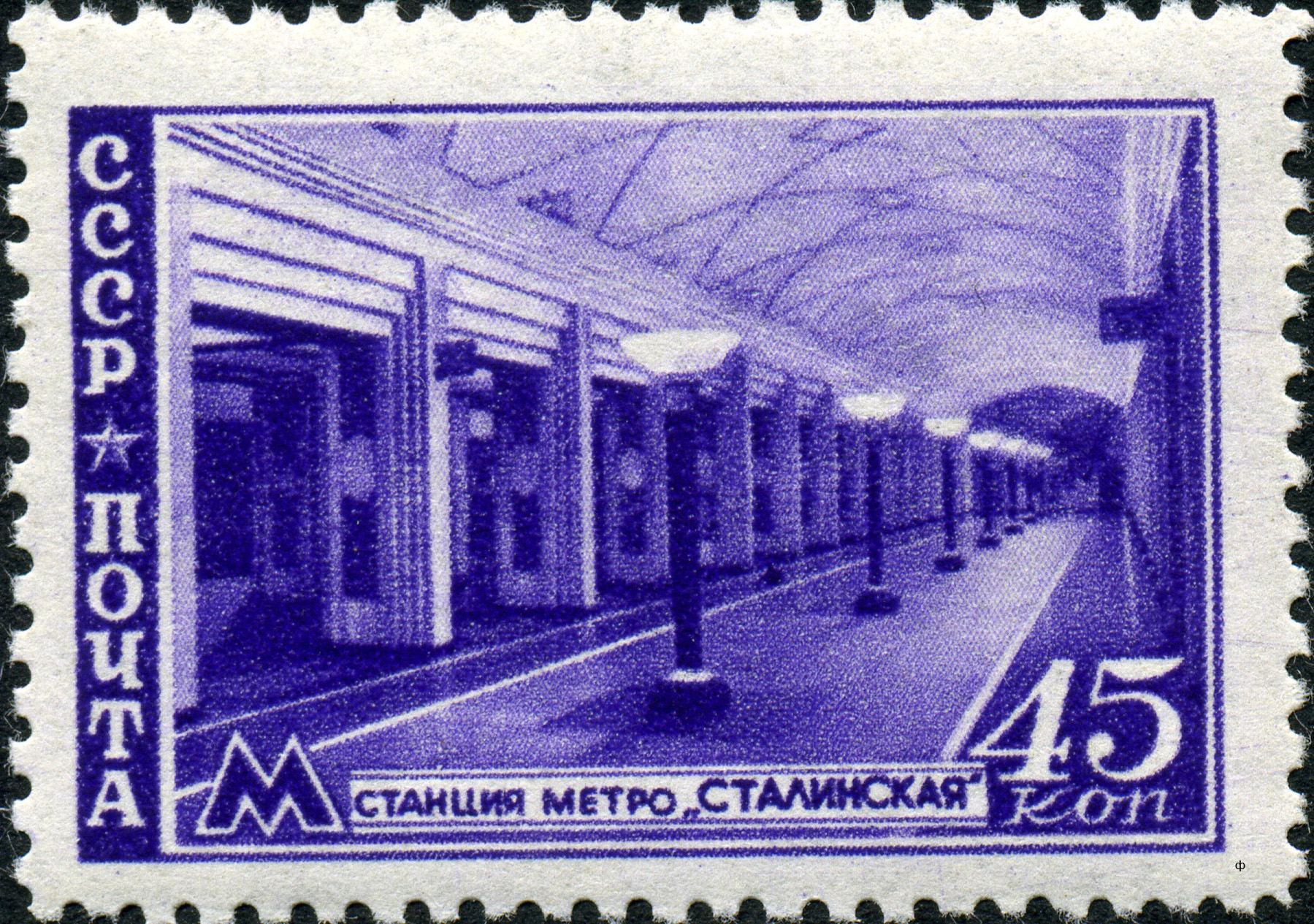
1947: станция Московского метро «Сталинская» (после 1961 — «Семёновская»). Художник В. Андреев

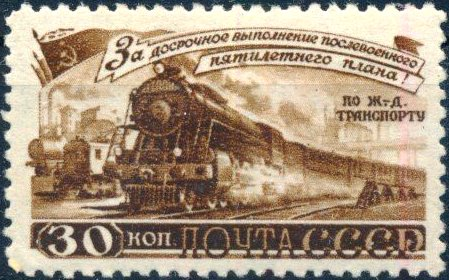
1947: Паровоз «Иосиф Сталин»

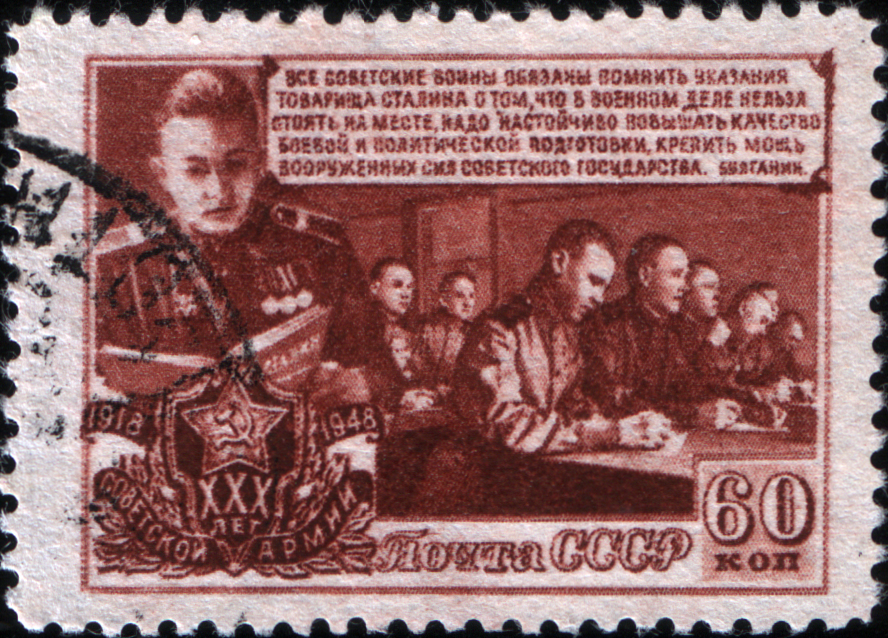
1948: 30 лет Советской Армии. Художник Е. Соколов. Цитата из работы Н. Булганина, в которой упоминается Сталин. Курсант читает книгу Сталина

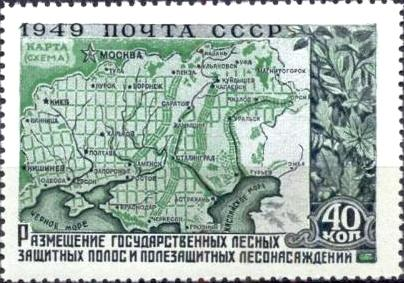
1949: Сталинград на карте-схеме государственных лесных защитных полос и полезащитных лесонасаждений

К сталинской тематике в филателии относятся также филателистические материалы, в которых отсутствует изображение Сталина: коллекция сталинианы может включать марки, на которых упоминается только имя советского правителя или цитата из его высказываний. Кроме того, в собрании филателистов могут оказаться почтовые знаки, на которых запечатлены носившие имя Сталина паровозы (паровоз ИС), города (Сталинград, Сталинабад, Сталинварош, Сталин), танки (серии ИС) и самоходки (ИСУ), теплоход «Иосиф Сталин», ледоколы, заводы, шахты, станция метро и так далее.
На почтовых марках многих стран нет изображения самого Сталина, однако есть изображения объектов, названных в честь Сталина (Дворец культуры и науки имени И. В. Сталина в Варшаве, аллея Сталина в Берлине, ТЭЦ «Сталин» в Софии, текстильная фабрика «Сталин» в Тиране, Мост Сталина в Будапеште, Мавзолей Ленина-Сталина в Москве, Большой Ферганский канал имени Сталина в Средней Азии, Полиграфический комбинат «Дом „Скынтеи“ им И. В. Сталина» и Музей Ленина-Сталина в Бухаресте и т. п.). В 1960 году в КНДР была выпущена марка с надписью «Улица Сталина» (кор. 스탈린 거리) и рисунком части самой улицы.
Кубинская марка 1967 года, из серии (Mi #1319—1343), посвящённая картине «Сталинград», стала единственной маркой из филателистической сталинианы, выпущенной в единственной социалистической стране западного полушария. Сталинградской тематике посвящена и марка Лаоса 1985 года из серии в честь 40-летия победы во Второй Мировой войне (Mi #С-834).
В 1957 году Социалистическая Республика Румыния выпустила марку с изображением эсминца «Сталинград» в честь Дня Военно-Морского Флота (Mi #1662). Сталинграду и Сталинградской битве посвящены также марки ВНР, ПНР и ЧССР — все 1953 года выпуска (Mi #1281—1282, 791—792 и 832 соответственно)), и авиапочтовый выпуск НСРА 1963 года (Mi #726) (см. выше).
Министерство связи СССР подготовило в 1968 году памятную серию в честь 50-летия Вооружённых Сил СССР, одна из марок которой была посвящена 25-летию разгрома немецких войск под Сталинградом (с соответствующей памятной надписью) (Mi #3471). В 1973 году почта СССР выпустила серию из 4 марок и блока, посвящённую 30-летию Сталинградской битвы, с упоминанием названия города (Mi #4088—4093).

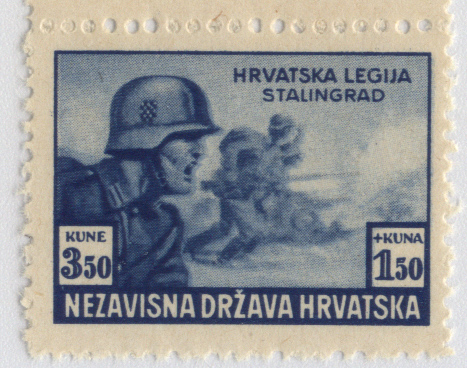
Марка НГХ, посвящённая 369-му полку в Сталинграде

Примечательно, что противники СССР во Второй мировой войне, фашистские Румыния и Хорватия, также выпустили две марки, посвящённые участию своих войск в Сталинградской битве, — обе в 1943 году, с названием города (Mi #784 и 109, соответственно)). Таким образом, хорватская усташеская марка была единственной, посвящённой сталинской тематике среди филателистической продукции республик бывшей Югославии.
Почтовое ведомство США в 1991—1995 годах выпускало малые листы, посвящённые 50-летию боевых действий во Второй мировой войне, на нескольких марках которых упоминались имя Сталина и название Сталинграда.
4 октября 2002 года в Российской Федерации был выпущен почтовый блок, посвящённый 60-летию Сталинградской битвы (ЦФА [АО «Марка»] № 791)
8 июня 2012 года в России в почтовое обращение вышла почтовая марка, посвящённая 75-летию первого трансполярного беспосадочного перелёта. На почтовой марке изображен самолёт АНТ-25 с надписью на борту «Сталинский» (часть фразы «Сталинский маршрут»; по названию маршрута, данного экипажем В. П. Чкалова).
7 июля 2014 года в обращение поступила серия «Медали за оборону советских городов в Великой Отечественной войне (выпуск 1)», на одной из марок которой была запечатлена медаль «За оборону Сталинграда» (Mi #2058).
2 февраля 2018 года была выпущена марка, посвящённая 75-летию победы в Сталинградской битве.
10 сентября 2020 года в серии «К 100-летию Гаража особого назначения» была выпущена марка с изображением ЗИС-115 — персонального автомобиля И. В. Сталина в период 1950—1953 гг. 28 сентября 2021 года была выпущена марка (в серии «История отечественного тракторостроения») с изображением трактора «Сталинец» С-65, выпускавшегося в СССР до войны (1933—1941).15 июля 2021 года в серии, посвящённой отечественному тракторостроению была выпущена марка с изображением трактора СХТЗ 15/30.

### Цитаты Сталина на марках СССР

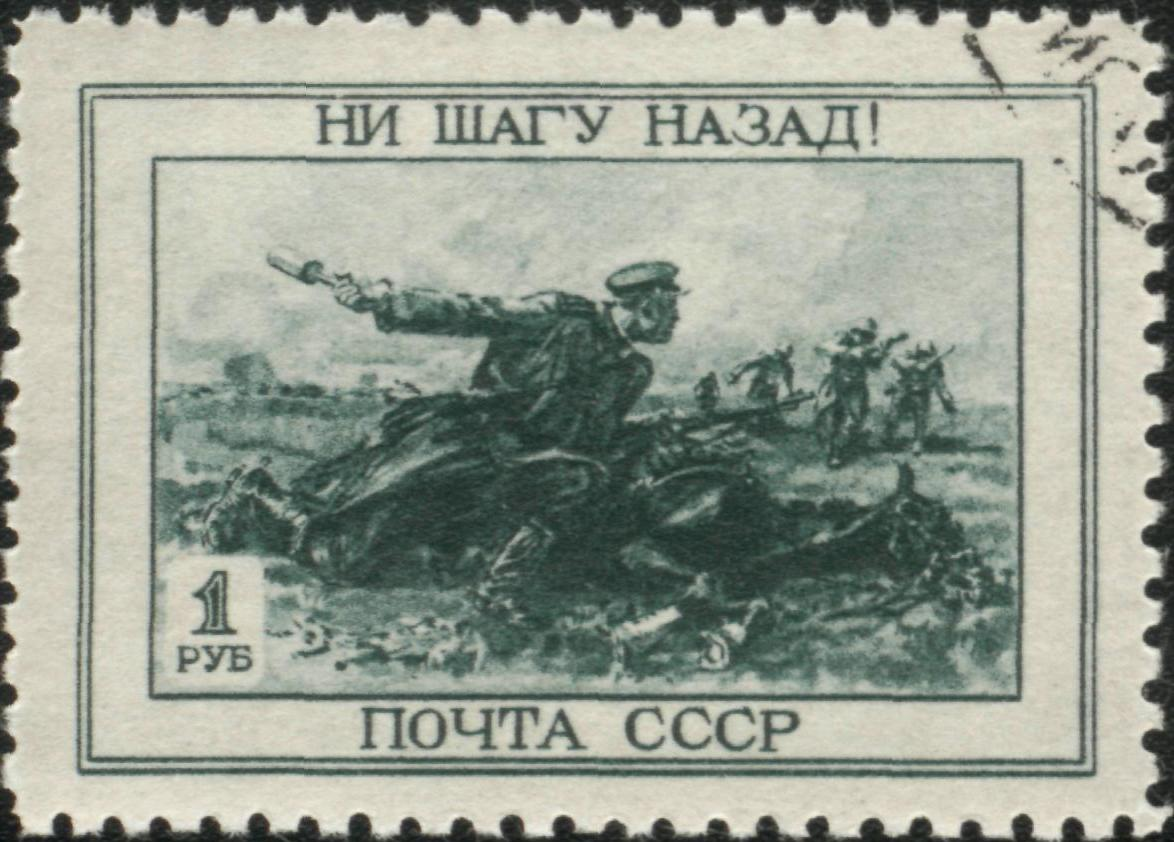
(1945): Цитата из приказа Сталина — «Ни шагу назад!»

В период правления Сталина на почтовых марках СССР часто появлялись цитаты Сталина, как с указанием автора, так и без его обозначения. Наиболее частым на марках был сталинский призыв «Смерть немецким оккупантам».

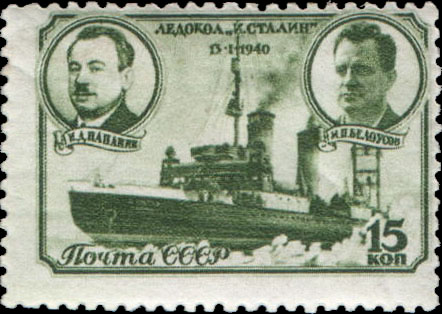
Почтовая марка СССР с изображением ледокола «Иосиф Сталин» и на портретах Герои Советского Союза И. Д. Папанин и М. П. Белоусов

## Пробные, частные и фантастические марки

Использованный конверт с приклеенной на обороте маркой фантастического выпуска от имени Грузии (1994)

POL (1950-е): проект почтовой марки художника Чеслава Слани

BLR: конверт с портретом И. В. Сталина; выпуск фонда «Память Афгана» и издательства «Энциклопедикс» (2007)

Примером невыпущенной (пробной) марки является подготовленный в начале 1950-х годов в Польше проект известного гравёра почтовых марок Чеслава Слани. Марка с портретом Сталина не поступила в тираж; в проекте видно пустое поле в верхнем левом углу, которое было зарезервировано для номинала.
Помимо официальных почтовых выпусков, имеются случаи частных и фантастических изданий на сталинскую тему. Например, с портретом Сталина в 1990-е годы появлялись фантастические спекулятивные марки от имени Грузии.
В Беларуси в 2007 году в свободную продажу поступила серия конвертов, частным образом отпечатанная организациями — благотворительным фондом «Память Афгана» и издательством «Энциклопедикс». В углу конверта, стилизованного под почтовое отправление времён Великой Отечественной войны, вместо марки была эмблема белорусского Историко-культурного комплекса «Линия Сталина» (портрет Сталина и стилизованная надпись «Линия Сталина»); на лицевой стороне конверта также имелся штамп «Проверено военной цензурой».
Известны частные и клубные конверты первого дня (КПД), производившиеся за рубежом. Например, в США первые КПД с именем и/или портретом Сталина появились спустя несколько дней после окончания Ялтинской конференции великих держав в феврале 1945 года — только одному этому событию на протяжении 1945—1990 годов было посвящено семь американских КПД. Аналогичный конверт был выпущен и Великобританией. Примечательно, что в 1974 году на КПД, выпущенном в США Международным обществом коллекционеров марок (англ. International Stamp Collectors Society) и приуроченном к 100-летней годовщине со дня рождения Уинстона Черчилля, изображения Черчилля и Рузвельта были вырезаны со знаменитой фотографии, где они сидят на скамейке вместе со Сталиным в Ялте в 1945 году, и помещены на лужайку — без Сталина.
Образ Сталина продолжает использоваться и в пропагандистских целях. В 2005 году в США после выборов администрации губернатора штата Вашингтон от демократической партии Кристины Григуар, когда её команде удалось победить с мизерным большинством в 133 голоса и только после двух пересчётов и ряда судебных процессов, соперники-республиканцы выпустили шуточный «официальный инаугурационный конверт» с изображением голосующего Сталина и «маркой» с фотомонтажом из портретов Ленина, Сталина и Григуар, погашенной штемпелем с кириллической надписью «СССР. Олимпия почта» и датой инаугурации (12 января 2005 года).

фантастический маркированный конверт, приуроченный к инаугурации губернатора штата Вашингтон Кристины Григуар (2005)

Надпись на конверте воспроизводила приписываемое Сталину в романе Рыбакова «Дети Арбата» изречение «Важно не как проголосуют, а как подсчитают», но в слегка изменённой форме: «It’s not who votes that counts. It’s who counts the votes» («Учитывается не тот, кто голосует. А тот, кто учитывает голоса»). «Марка» номиналом в 37 копеек несла лозунг «Приветствуем выбор комиссара Григуар» и была выпущена от имени «временной почты» «Демократической народной республики графства Кинг».

## Коллекционирование
Сталиниана является одной из областей тематического коллекционирования. На эту тему могут формироваться либо самостоятельные целевые, мотивные и тематические коллекции, либо разделы в коллекциях, посвящённых истории СССР, коммунистическим вождям или диктаторам XX века.
Несмотря на идеологическое табуирование этой темы в 1956—1991 годах, интерес к сталиниане в постсоветский период возрождается, о чём свидетельствуют публикации в печатных и электронных изданиях, появление коллекций и даже каталога, охватывающих существующий в мире филателистический материал о Сталине.
Сталиниана также является предметом проводимых выставок. Так, 22 декабря 2004 года в Библиотеке главы Екатеринбурга прошла выставка «Иосиф Виссарионович Сталин: к 125-летию со дня рождения», которая состояла из частных коллекций. На одной из экспозиций были представлены более 300 марок, конвертов и открыток известного коллекционера города Алексея Павловича Кузьминых.
Одним из известных филателистов, специализировавшихся на сталинской тематике, являлся генерал-лейтенант в отставке Игорь Павлович Полупанов. Он стал автором первого каталога-справочника «И. В. Сталин на почтовых марках мира». И. П. Полупанов был награждён серебряной медалью Всероссийской с международным участием филателистической выставки «Роль личности в истории», проходившей в Ульяновске 22—27 апреля 2008 года под эгидой Союза филателистов России, за изданный им каталог-справочник. 15 сентября 2008 года И. П. Полупанов был также удостоен серебряной медали за представленный в конкурсном классе экспонат «Сталин на почтовых марках» на Всероссийской филателистической выставке «Брянск—2008», которая была посвящена 65-летию освобождения Брянщины от немецко-фашистских захватчиков.
В 130-летний юбилей Сталина (2009) в здании городской администрации Смоленска прошла выставка «Сталин И. В. на почтовых марках мира», организованная И. П. Полупановым. Экспозиция разместилась на шести больших планшетах. Среди экспонатов — почтовая карточка, отпечатанная в Южной Осетии, на которой Сталин присутствует и на марке и на фотографии.

## Филателистическая сталиниана в культуре
Коллекционирование марок, посвящённых Ленину и Сталину (до разоблачения культа личности последнего в 1956 году), в определённой степени является частью культуры. В частности, данная тематика с иронией упоминается в отрывке из диалога в романе екатеринбургского автора Александра Аде «Лето любви и смерти»:
— Кому могли понадобиться марки?

— А действительно, кому? Начнём с филателистов. Это ребята особые. У отца, например, есть «лениниана» и «сталиниана», но это вовсе не значит, что он убеждённый коммуняка. Да он всех вождей мирового пролетариата чохом отдаст за марку какого-нибудь острова Фиджи!
В другом, криптоисторическом произведении «Марки нашей судьбы» волгоградского фантаста Сергея Синякина, написанном в гротескной форме, Лазарь Каганович волей автора «к концу жизни имел самую большую коллекцию с изображениями В. И. Ленина и И. В. Сталина».
В серии «Раритет» российского детективного телесериала «Улицы разбитых фонарей. Новые приключения ментов» один из эпизодических героев фильма (роль филателиста одного из Санкт-Петербургских клубов филателистов) рассказывает главному герою фильма о первой зарубежной марке (Колумбия, 1945), на которой появилось изображение Сталина. Филателист рассказывает: «Первые марки о Тегеранской конференции выпустил не Советский Союз, а выпустила Колумбия. В своём стандарте <…> сделали распечатку — три портрета: Сталин, Рузвельт и Черчилль. Вот. В Америке их ищут. <…> Марки эти — первые зарубежные марки, которые с портретом Сталина».